# USA i olympiska sommarspelen 2004
USA deltog i de olympiska sommarspelen 2004 i Aten.

## Medaljer
| Guld | Silver | Brons | Totalt antal medaljer |
| ---- | ------ | ----- | --------------------- |
| 35   | 39     | 27    | 101                   |

## Badminton
| Idrottare                 | Gren       | Sextondelsfinaler                | Åttondelsfinaler                             | Kvartsfinaler        | Semifinaler          | Final                | Final            |
| Idrottare                 | Gren       | Motståndare Resultat             | Motståndare Resultat                         | Motståndare Resultat | Motståndare Resultat | Motståndare Resultat | Placering        |
| ------------------------- | ---------- | -------------------------------- | -------------------------------------------- | -------------------- | -------------------- | -------------------- | ---------------- |
| Howard Bach, Kevin Qi Han | Herrdubbel | Carson – James (RSA) W 15–3 15–9 | Eriksen – Lundgaard Hansen (DEN) L 15–3 15–9 | Gick inte vidare     | Gick inte vidare     | Gick inte vidare     | Gick inte vidare |

## Basket

### Herrar
Grupp B
| Lag         | Vinster | Förluster | Poäng | Första Tiebreaker Särskiljning av lika lag | Andra Tiebreaker Målgenomsnitt för lika lag |
| ----------- | ------- | --------- | ----- | ------------------------------------------ | ------------------------------------------- |
| Litauen     | 5       | 0         | 10    |                                            |                                             |
| Grekland    | 3       | 2         | 8     | 1-1                                        | 1.12                                        |
| Puerto Rico | 3       | 2         | 8     | 1-1                                        | 0.98                                        |
| USA         | 3       | 2         | 8     | 1-1                                        | 0.92                                        |
| Australien  | 1       | 4         | 6     |                                            |                                             |
| Angola      | 0       | 5         | 5     |                                            |                                             |

| 15 augusti 20:00 |                                                 | Puerto Rico | 92–73                                                      | USA |  | Helliniko Indoor Arena, Aten Publik: 11 560 Domare: Zoran Šutulović (Serbien och Montenegro) Vicente Bulto (Spanien) |
| 15 augusti 20:00 | Resultat efter kvart: 21–20, 28–7, 16–21, 27–25 |             |                                                            |     |  | Helliniko Indoor Arena, Aten Publik: 11 560 Domare: Zoran Šutulović (Serbien och Montenegro) Vicente Bulto (Spanien) |
| 15 augusti 20:00 | Pts: Arroyo 24 Rebs: Ortiz 6 Asts: Arroyo 7     |             | Pts: Duncan, Iverson 15 var Rebs: Duncan 16 Asts: Duncan 4 |     |  | Helliniko Indoor Arena, Aten Publik: 11 560 Domare: Zoran Šutulović (Serbien och Montenegro) Vicente Bulto (Spanien) |

| 17 augusti 22:15 |                                                  | USA | 77–71                                                  | Grekland |  | Helliniko Indoor Arena, Aten Publik: 12 000 Domare: Reynaldo Sanchez (Dominikanska republiken) Vicente Bulto (Spanien) |
| 17 augusti 22:15 | Resultat efter kvart: 18–17, 19–14, 20–22, 20–18 |     |                                                        |          |  | Helliniko Indoor Arena, Aten Publik: 12 000 Domare: Reynaldo Sanchez (Dominikanska republiken) Vicente Bulto (Spanien) |
| 17 augusti 22:15 | Pts: Iverson 17 Rebs: Duncan 9 Asts: Marbury 6   |     | Pts: Fotsis 22 Rebs: Papadopoulos 7 Asts: Papaloukas 6 |          |  | Helliniko Indoor Arena, Aten Publik: 12 000 Domare: Reynaldo Sanchez (Dominikanska republiken) Vicente Bulto (Spanien) |

| 19 augusti 14:30 |                                                           | USA | 89–79                                             | Australien |  | Helliniko Indoor Arena, Aten Publik: 12 000 Domare: José Ronfini (Mexiko) Giampaolo Cicoria (Italien) |
| 19 augusti 14:30 | Resultat efter kvart: 21–31, 26–20, 18–16, 24–12          |     |                                                   |            |  | Helliniko Indoor Arena, Aten Publik: 12 000 Domare: José Ronfini (Mexiko) Giampaolo Cicoria (Italien) |
| 19 augusti 14:30 | Pts: Duncan 18 Rebs: Duncan 11 Asts: James, Marbury 5 var |     | Pts: Heal 17 Rebs: Andersen, Bogut 8 Asts: Heal 7 |            |  | Helliniko Indoor Arena, Aten Publik: 12 000 Domare: José Ronfini (Mexiko) Giampaolo Cicoria (Italien) |

| 21 augusti 20:00 |                                                               | Litauen | 94–90                                             | USA |  | Helliniko Indoor Arena, Aten Publik: 12 000 Domare: Reynaldo Sanchez (Dominikanska republiken) Zoran Šutulović (Serbien och Montenegro) |
| 21 augusti 20:00 | Resultat efter kvart: 23–26, 21–23, 23–20, 27–21              |         |                                                   |     |  | Helliniko Indoor Arena, Aten Publik: 12 000 Domare: Reynaldo Sanchez (Dominikanska republiken) Zoran Šutulović (Serbien och Montenegro) |
| 21 augusti 20:00 | Pts: Jasikevičius 28 Rebs: Štombergas 10 Asts: Jasikevičius 4 |         | Pts: Jefferson 20 Rebs: Duncan 20 Asts: Marbury 3 |     |  | Helliniko Indoor Arena, Aten Publik: 12 000 Domare: Reynaldo Sanchez (Dominikanska republiken) Zoran Šutulović (Serbien och Montenegro) |

| 23 augusti 14:30 |                                                  | USA | 89–53                                                       | Angola |  | Helliniko Indoor Arena, Aten Publik: 12 000 Domare: Pablo Estevez (Argentina) Philippe Leemann (Schweiz) |
| 23 augusti 14:30 | Resultat efter kvart: 21–14, 23–12, 29–13, 14–14 |     |                                                             |        |  | Helliniko Indoor Arena, Aten Publik: 12 000 Domare: Pablo Estevez (Argentina) Philippe Leemann (Schweiz) |
| 23 augusti 14:30 | Pts: Duncan 15 Rebs: Boozer 9 Asts: James 5      |     | Pts: Monteiro 20 Rebs: Gomes 6 Asts: Monteiro, Moussa 2 var |        |  | Helliniko Indoor Arena, Aten Publik: 12 000 Domare: Pablo Estevez (Argentina) Philippe Leemann (Schweiz) |

Slutspel
|  | Kvartsfinaler | Kvartsfinaler |               |      | Semifinaler | Semifinaler |           |            | Final      | Final |
|  | 0             | 0             | 0             | 0    | 0           | 0           | 0         | 0          | 0          | 0     |
|  |               |               | 0             | 0    |             |             | 0         | 0          |            |       |
|  |               |               | 0             | 0    |             |             | 0         | 0          |            |       |
|  | 0 Spanien     | 094           | 0             | 0    |             |             | 0         | 0          |            |       |
|  | 0 Spanien     | 094           | 0             | 0    |             |             | 0         | 0          |            |       |
|  | 0 USA         | 0102          | 0             | 0    |             |             | 0         | 0          |            |       |
|  | 0 USA         | 0102          | 0             | 0    | 0 USA       | 081         | 0         | 0          |            |       |
|  |               |               | 0             | 0    | 0 USA       | 081         | 0         | 0          |            |       |
|  | 0             | 0 Argentina   | 0             | 089  | 0           |             |           | 0          |            |       |
|  | 0             | 0 Argentina   | 0             | 089  | 0           | 0 Argentina | 069       | 0          |            |       |
|  | 0             |               |               |      |             | 0 Argentina | 069       | 0          |            |       |
|  | 0             | 0 Grekland    | 064           | 0    |             |             |           | 0          |            |       |
|  | 0             | 0 Grekland    | 064           | 0    | 0 Argentina | 084         |           | 0          |            |       |
|  | 0             |               |               | 0    | 0 Argentina | 084         |           | 0          |            |       |
|  | 0             | 0             | 0 Italien     | 0    | 069         |             |           |            |            |       |
|  | 0             | 0             | 0 Italien     | 0    | 069         | 0 Litauen   | 095       |            |            |       |
|  | 0             | 0             |               |      |             |             | 095       |            |            |       |
|  | 0             | 0             | 0 Kina        | 075  | 0           |             |           |            |            |       |
|  | 0             | 0             | 0 Kina        | 075  | 0           | 0 Litauen   | 091       | Bronsmatch | Bronsmatch |       |
|  | 0             | 0             |               |      | 0           | 0 Litauen   | 091       | Bronsmatch | Bronsmatch |       |
|  | 0             | 0             | 0 Italien     | 0100 | 0           | 0           |           |            |            |       |
|  | 0             | 0             | 0 Italien     | 0100 | 0           | 0           | 0 Italien | 083        | 0 USA      | 0104  |
|  | 0             | 0             |               |      | 0           | 0           | 0 Italien | 083        | 0 USA      | 0104  |
|  | 0             | 0             | 0 Puerto Rico | 070  | 0           | 0           | 0 Litauen | 096        |            |       |
|  | 0             | 0             | 0 Puerto Rico | 070  | 0           | 0           | 0 Litauen | 096        |            |       |
|  |               |               |               |      |             |             |           |            |            |       |
|  |               |               |               |      |             |             |           |            |            |       |

### Damer
Grupp B
| Lag         | Vinster | Förluster | Poäng | Första Tiebreaker Särskiljning av lika lag | Andra Tiebreaker Målgenomsnitt för lika lag |
| ----------- | ------- | --------- | ----- | ------------------------------------------ | ------------------------------------------- |
| USA         | 5       | 0         | 10    |                                            |                                             |
| Spanien     | 4       | 1         | 9     | 1-1                                        | 1.12                                        |
| Tjeckien    | 3       | 2         | 8     |                                            |                                             |
| Nya Zeeland | 2       | 3         | 7     |                                            |                                             |
| Kina        | 1       | 4         | 6     |                                            |                                             |
| Sydkorea    | 0       | 5         | 5     |                                            |                                             |

| 14 augusti 14:30 |                                                   | USA | 99–47                                                  | Nya Zeeland |  | Helliniko Indoor Arena, Aten Domare: Vladimir Ochrimenko (Ryssland) Abdellilah Chlif (Marocko) |
| 14 augusti 14:30 | Resultat efter kvart: 28–13, 35–11, 16–15, 20–8   |     |                                                        |             |  | Helliniko Indoor Arena, Aten Domare: Vladimir Ochrimenko (Ryssland) Abdellilah Chlif (Marocko) |
| 14 augusti 14:30 | Pts: Cash 19 Rebs: Taurasi 9 Asts: Bird, Staley 3 |     | Pts: Marino 13 Rebs: Loffhagen 7 Asts: Three players 1 |             |  | Helliniko Indoor Arena, Aten Domare: Vladimir Ochrimenko (Ryssland) Abdellilah Chlif (Marocko) |

| 16 augusti 14:30 |                                                   | Tjeckien | 61–80                                         | USA |  | Helliniko Indoor Arena, Aten Publik: 954 Domare: Giampaolo Cicoria (Italien) Shoko Sugura (Japan) |
| 16 augusti 14:30 | Resultat efter kvart: 21–18, 14–24, 15–23, 11–15  |          |                                               |     |  | Helliniko Indoor Arena, Aten Publik: 954 Domare: Giampaolo Cicoria (Italien) Shoko Sugura (Japan) |
| 16 augusti 14:30 | Pts: Klimešová 18 Rebs: Machová 5 Asts: Machová 5 |          | Pts: Leslie 15 Rebs: Leslie 10 Asts: Staley 4 |     |  | Helliniko Indoor Arena, Aten Publik: 954 Domare: Giampaolo Cicoria (Italien) Shoko Sugura (Japan) |

| 18 augusti 14:30 |                                                    | Sydkorea | 57–80                                                         | USA |  | Olympic Indoor Hall, Aten Domare: Michael Aylen (Australien) Dallas Pickering (Nya Zeeland) |
| 18 augusti 14:30 | Resultat efter kvart: 23–20, 9–19, 7–29, 18–12     |          |                                                               |     |  | Olympic Indoor Hall, Aten Domare: Michael Aylen (Australien) Dallas Pickering (Nya Zeeland) |
| 18 augusti 14:30 | Pts: Lee M 16 Rebs: Kim Y. 5 Asts: Kim Y., Lee M 3 |          | Pts: Leslie 25 Rebs: Leslie, Thompson 7 Asts: Three players 3 |     |  | Olympic Indoor Hall, Aten Domare: Michael Aylen (Australien) Dallas Pickering (Nya Zeeland) |

| 20 augusti 14:30 |                                                  | USA | 71–58                                           | Spanien |  | Helliniko Indoor Arena, Aten Domare: Christos Christodoulou (Grekland) Tatiana Steigerwald (Brasilien) |
| 20 augusti 14:30 | Resultat efter kvart: 19–16, 12–13, 19–12, 21–17 |     |                                                 |         |  | Helliniko Indoor Arena, Aten Domare: Christos Christodoulou (Grekland) Tatiana Steigerwald (Brasilien) |
| 20 augusti 14:30 | Pts: Leslie 19 Rebs: Leslie 9 Asts: Staley 6     |     | Pts: Valdemoro 22 Rebs: Pascua 11 Asts: Palau 3 |         |  | Helliniko Indoor Arena, Aten Domare: Christos Christodoulou (Grekland) Tatiana Steigerwald (Brasilien) |

| 22 augusti 20:00 |                                                  | Kina | 62–100                                                   | USA |  | Helliniko Indoor Arena, Aten Domare: Vladimir Ochrimenko (Ryssland) Abreu Joao (Mozambique) |
| 22 augusti 20:00 | Resultat efter kvart: 13–27, 19–25, 13–23, 17–25 |      |                                                          |     |  | Helliniko Indoor Arena, Aten Domare: Vladimir Ochrimenko (Ryssland) Abreu Joao (Mozambique) |
| 22 augusti 20:00 | Pts: Ye 19 Rebs: Sui 6 Asts: Miao 3              |      | Pts: Taurasi 19 Rebs: Griffith 11 Asts: Bird , Johnson 5 |     |  | Helliniko Indoor Arena, Aten Domare: Vladimir Ochrimenko (Ryssland) Abreu Joao (Mozambique) |

Slutspelsträd
|  | Kvartsfinaler | Kvartsfinaler |            |     | Semifinaler  | Semifinaler |            |            | Final       | Final |
|  | 0             | 0             | 0          | 0   | 0            | 0           | 0          | 0          | 0           | 0     |
|  |               |               | 0          | 0   |              |             | 0          | 0          |             |       |
|  |               |               | 0          | 0   |              |             | 0          | 0          |             |       |
|  | 0 Australien  | 094           | 0          | 0   |              |             | 0          | 0          |             |       |
|  | 0 Australien  | 094           | 0          | 0   |              |             | 0          | 0          |             |       |
|  | 0 Nya Zeeland | 055           | 0          | 0   |              |             | 0          | 0          |             |       |
|  | 0 Nya Zeeland | 055           | 0          | 0   | 0 Australien | 088         | 0          | 0          |             |       |
|  |               |               | 0          | 0   | 0 Australien | 088         | 0          | 0          |             |       |
|  | 0             | 0 Brasilien   | 0          | 075 | 0            |             |            | 0          |             |       |
|  | 0             | 0 Brasilien   | 0          | 075 | 0            | 0 Brasilien | 067        | 0          |             |       |
|  | 0             |               |            |     |              | 0 Brasilien | 067        | 0          |             |       |
|  | 0             | 0 Spanien     | 064        | 0   |              |             |            | 0          |             |       |
|  | 0             | 0 Spanien     | 064        | 0   | 0 Australien | 063         |            | 0          |             |       |
|  | 0             |               |            | 0   | 0 Australien | 063         |            | 0          |             |       |
|  | 0             | 0             | 0 USA      | 0   | 074          |             |            |            |             |       |
|  | 0             | 0             | 0 USA      | 0   | 074          | 0 USA       | 0100       |            |             |       |
|  | 0             | 0             |            |     |              |             | 0100       |            |             |       |
|  | 0             | 0             | 0 Grekland | 072 | 0            |             |            |            |             |       |
|  | 0             | 0             | 0 Grekland | 072 | 0            | 0 USA       | 066        | Bronsmatch | Bronsmatch  |       |
|  | 0             | 0             |            |     | 0            | 0 USA       | 066        | Bronsmatch | Bronsmatch  |       |
|  | 0             | 0             | 0 Ryssland | 062 | 0            | 0           |            |            |             |       |
|  | 0             | 0             | 0 Ryssland | 062 | 0            | 0           | 0 Ryssland | 070        | 0 Brasilien | 062   |
|  | 0             | 0             |            |     | 0            | 0           | 0 Ryssland | 070        | 0 Brasilien | 062   |
|  | 0             | 0             | 0 Tjeckien | 049 | 0            | 0           | 0 Ryssland | 071        |             |       |
|  | 0             | 0             | 0 Tjeckien | 049 | 0            | 0           | 0 Ryssland | 071        |             |       |
|  |               |               |            |     |              |             |            |            |             |       |
|  |               |               |            |     |              |             |            |            |             |       |

## Bordtennis
| Idrottare                      | Gren       | Omgång 1                        | Omgång 2                    | Omgång 3             | Omgång 4             | Kvartsfinaler        | Semifinaler          | Final                |
| Idrottare                      | Gren       | Motståndare Resultat            | Motståndare Resultat        | Motståndare Resultat | Motståndare Resultat | Motståndare Resultat | Motståndare Resultat | Motståndare Resultat |
| ------------------------------ | ---------- | ------------------------------- | --------------------------- | -------------------- | -------------------- | -------------------- | -------------------- | -------------------- |
| Ilija Lupulesku                | Herrsingel | Papic (CHI) W 4–0               | Crişan (ROM) L 0–4          | Gick inte vidare     | Gick inte vidare     | Gick inte vidare     | Gick inte vidare     | Gick inte vidare     |
| Khoa Nguyen                    | Herrsingel | Henzell (AUS) L 1–4             | Gick inte vidare            | Gick inte vidare     | Gick inte vidare     | Gick inte vidare     | Gick inte vidare     | Gick inte vidare     |
| Mark Hazinski, Ilija Lupulesku | Herrdubbel | Merotohun - Toriola (NIG) W 4–0 | Chiang - Chuang (TPE) L 2–4 | Gick inte vidare     | N/A                  | Gick inte vidare     | Gick inte vidare     | Gick inte vidare     |
| Tawny Banh                     | Damsingel  | Yoon (KOR) W 4–3                | Li (NZL) L 1–4              | Gick inte vidare     | Gick inte vidare     | Gick inte vidare     | Gick inte vidare     | Gick inte vidare     |
| Jasna Fazlić                   | Damsingel  | Strbikova (CZE) W 4–2           | Zhang (SIN) L 1–4           | Gick inte vidare     | Gick inte vidare     | Gick inte vidare     | Gick inte vidare     | Gick inte vidare     |
| Gao Jun                        | Damsingel  | Bye                             | Bye                         | Fukuhara (JPN) L 0–4 | Gick inte vidare     | Gick inte vidare     | Gick inte vidare     | Gick inte vidare     |
| Tawny Banh, Gao Jun            | Damdubbel  | Perez - Ramos (VEN) W 4–0       | Kim BK - Kim KA (KOR) L 0–4 | Gick inte vidare     | N/A                  | Gick inte vidare     | Gick inte vidare     | Gick inte vidare     |
| Jasna Fazlić, Whitney Ping     | Damdubbel  | Tan - Zhang (SIN) L 0–4         | Gick inte vidare            | Gick inte vidare     | N/A                  | Gick inte vidare     | Gick inte vidare     | Gick inte vidare     |

## Boxning
The United States sent nine boxers to Athens.  They claimed two medals, a gold and a bronze.  Only two boxers lost their first bouts.  Four made the quarterfinals, with two falling there, one falling in the semifinal, and the fourth taking the gold by going undefeated.  The combined record of the nine Americans was 12-8.  The U.S. was fifth in the boxing medal count.
| Idrottare         | Gren          | Sextondelsfinaler        | Åttondelsfinaler          | Kvartsfinaler              | Semifinaler              | Final                       | Final            |
| Idrottare         | Gren          | Motståndare Resultat     | Motståndare Resultat      | Motståndare Resultat       | Motståndare Resultat     | Motståndare Resultat        | Placering        |
| ----------------- | ------------- | ------------------------ | ------------------------- | -------------------------- | ------------------------ | --------------------------- | ---------------- |
| Rau'shee Warren   | Lätt flugvikt | Zou (CHN) L 9 – 22       | Gick inte vidare          | Gick inte vidare           | Gick inte vidare         | Gick inte vidare            | Gick inte vidare |
| Ronald Siler      | Flugvikt      | Hore (AUS) W 32 – 18     | Doniyorov (UZB) L 22 – 45 | Gick inte vidare           | Gick inte vidare         | Gick inte vidare            | Gick inte vidare |
| Vicente Escobedo  | Lättvikt      | Mosquera (COL) W (RSCOS) | Huseynov (AZE) L 18 – 36  | Gick inte vidare           | Gick inte vidare         | Gick inte vidare            | Gick inte vidare |
| Vanes Martirosyan | Weltervikt    | Meskine (ALG) W 45 – 20  | Aragón (CUB) L 11 – 20    | Gick inte vidare           | Gick inte vidare         | Gick inte vidare            | Gick inte vidare |
| Andre Dirrell     | Mellanvikt    | Ha (CHN) W 25 – 18       | Kassel (ALG) W (RSCOS)    | Despaigne (CUB) W 12 – 11  | Golovkin (KAZ) L 18 – 23 | Gick inte vidare            | 3                |
| Andre Ward        | Lätt tungvikt | Bye                      | Russo (ITA) W 17 – 9      | Makarenko (RUS) W 16 – 23  | Haydarov (UZB) W 17 – 15 | Aripgadjiev (BLR) W 20 – 13 | 1                |
| Devin Vargas      | Tungvikt      | N/A                      | El Haddak (MAR) W (RSCOS) | Zuyev (BLR) L 27 – 36      | Gick inte vidare         | Gick inte vidare            | Gick inte vidare |
| Jason Estrada     | Supertungvikt | N/A                      | Viney (NZL) W 30 – 11     | López Núñez (CUB) L 7 – 21 | Gick inte vidare         | Gick inte vidare            | Gick inte vidare |

Key
- RSCOS – Referee stopped contest (Outscored)
- RSCI – Referee stopped contest (Injured)

## Brottning
Herrarnas fristil
| Idrottare      | Gren   | Första omgången                                                     | Kvartsfinaler        | Semifinaler             | Final                            |
| Idrottare      | Gren   | Motståndare Resultat                                                | Motståndare Resultat | Motståndare Resultat    | Motståndare Resultat             |
| -------------- | ------ | ------------------------------------------------------------------- | -------------------- | ----------------------- | -------------------------------- |
| Stephen Abas   | 55 kg  | Tulbea (MDA) W 6–1 Montero (CUB) W 4–3                              | Li (CHN) W 6–1       | Tanabe (JPN) W 3–0      | Batirov (RUS) · L 1–9 ·          |
| Eric Guerrero  | 60 kg  | Pürevbaatar (MGL) L 1–3 Pogosian (GEO) L 1–3                        | Gick inte vidare     | Gick inte vidare        | Gick inte vidare                 |
| Jamill Kelly   | 66 kg  | Asgarov (AZE) W 3–2 Bodişteanu (MDA) W 3–0                          | Bye                  | Murtazaliev (RUS) W 3–1 | Tedeyev (UKR) · L 3–1 ·          |
| Joe Williams   | 74 kg  | Saghirashvili (IRI) W 3–0 Hajizadeh (GEO) W 6–1                     | Laliyev (KAZ) L 2–3  | Gick inte vidare        | Gick inte vidare                 |
| Cael Sanderson | 84 kg  | Kurugliyev (KAZ) W 4–2 Borchanka (BLR) W 9–1                        | Khodaei (IRI) W 6–5  | Palacio (CUB) W 3–2     | Moon (KOR) · W 3–1 ·             |
| Daniel Cormier | 96 kg  | Valach (AUT) W 9–0 Bartnicki (POL) W 10–1                           | Bye                  | Gatsalov (RUS) L 0–5    | Bronze medal Heidari (IRI) L 2–3 |
| Kerry McCoy    | 120 kg | Miano-Petta (ITA) W 7–0 Mildzihov (KGZ) W 4–0 Mutalimov (KAZ) L 1–4 | Gick inte vidare     | Gick inte vidare        | Gick inte vidare                 |

Damernas fristil
| Idrottare          | Gren  | Första omgången                                        | Semifinaler            | Final                                   |
| Idrottare          | Gren  | Motståndare Resultat                                   | Motståndare Resultat   | Motståndare Resultat                    |
| ------------------ | ----- | ------------------------------------------------------ | ---------------------- | --------------------------------------- |
| Patricia Miranda   | 48 kg | Li (CHN) W 8–5 Oorzhak (RUS) W 7–3 Caripa (VEN) W 11–1 | Merleni (UKR) L 0–9    | Bronsmatch · Berthenet (FRA) · W 12–4 · |
| Tela O'Donnell     | 55 kg | Smirnova (RUS) W (fall) Verbeek (CAN) L 1–11           | Gick inte vidare       | Gick inte vidare                        |
| Sara McMann        | 63 kg | Meng (CHN) W (fall) Yanik (CAN) L 2–5                  | Zygouri (GRE) W (fall) | · Icho (JPN) · L 2–3 ·                  |
| Toccara Montgomery | 72 kg | Hamaguchi (JPN) L 4–8 Zlateva (BUL) W (fall)           | Gick inte vidare       | Gick inte vidare                        |

Grekisk-romersk
| Idrottare     | Gren   | Första omgången                                                      | Kvartsfinaler        | Semifinaler            | Final                              |
| Idrottare     | Gren   | Motståndare Resultat                                                 | Motståndare Resultat | Motståndare Resultat   | Motståndare Resultat               |
| ------------- | ------ | -------------------------------------------------------------------- | -------------------- | ---------------------- | ---------------------------------- |
| Dennis Hall   | 55 kg  | Švehla (CZE) W 3–2 Vakulenko (UKR) L 0–3                             | Gick inte vidare     | Gick inte vidare       | Gick inte vidare                   |
| Jim Gruenwald | 60 kg  | Passos (POR) W (fall) Diaconu (ROU) L 1–3                            | Gick inte vidare     | Gick inte vidare       | Gick inte vidare                   |
| Gordon Wood   | 66 kg  | Arkoudeas (GRE) L 3–9 Zamanduridis (GER) L 2–5 Manukyan (KAZ) L 1–11 | Gick inte vidare     | Gick inte vidare       | Gick inte vidare                   |
| Brad Vering   | 84 kg  | Abdelfatah (EGY) L 0–4 Vakhtangadze (GEO) W                          | Gick inte vidare     | Gick inte vidare       | Gick inte vidare                   |
| Steven Lowney | 96 kg  | Peña (CUB) L 1–3 Virág (HUN) L 0–4                                   | Gick inte vidare     | Gick inte vidare       | Gick inte vidare                   |
| Rulon Gardner | 120 kg | Mikulski (POL) W 3–0 Mureiko (BUL) W Mizgaitis (LTU) W 3–0           | Bye                  | Tsurtsumia (KAZ) L 1–4 | Bronsmatch · Barzi (IRI) · W 3–0 · |

## Bågskytte
Herrar
| Idrottare                                | Gren         | Rankningsomgång | Rankningsomgång | 32-delsfinaler               | Sextondelsfinaler    | Åttondelsfinaler     | Kvartsfinaler            | Semifinaler                | Final                   | Final            |
| Idrottare                                | Gren         | Poäng           | Seed            | Motståndare Resultat         | Motståndare Resultat | Motståndare Resultat | Motståndare Resultat     | Motståndare Resultat       | Motståndare Resultat    | Placering        |
| ---------------------------------------- | ------------ | --------------- | --------------- | ---------------------------- | -------------------- | -------------------- | ------------------------ | -------------------------- | ----------------------- | ---------------- |
| Butch Johnson                            | Individuellt | 660             | 16              | van der Hoff (NED) L 135–145 | Gick inte vidare     | Gick inte vidare     | Gick inte vidare         | Gick inte vidare           | Gick inte vidare        | Gick inte vidare |
| John Magera                              | Individuellt | 637             | 47              | Wang (TPE) L 144–159         | Gick inte vidare     | Gick inte vidare     | Gick inte vidare         | Gick inte vidare           | Gick inte vidare        | Gick inte vidare |
| Vic Wunderle                             | Individuellt | 639             | 43              | Sawaiyan (IND) W 145–128     | Liu (TPE) W 164–160  | Xue (CHN) W 165–164  | Galiazzo (ITA) L 108–109 | Gick inte vidare           | Gick inte vidare        | Gick inte vidare |
| Butch Johnson, John Magera, Vic Wunderle | Lagtävling   | 1936            | 11              | N/A                          | N/A                  | Sverige W 246–242    | Italien W 243–240        | Kinesiska Taipei L 243–244 | Brons Ukraina L 235–237 | 4                |

Damer
| Idrottare                                        | Gren         | Rankningsomgång | Rankningsomgång | 32-delsfinaler              | Sextondelsfinaler        | Åttondelsfinaler     | Kvartsfinaler        | Semifinaler          | Final                | Final            |
| Idrottare                                        | Gren         | Poäng           | Seed            | Motståndare Resultat        | Motståndare Resultat     | Motståndare Resultat | Motståndare Resultat | Motståndare Resultat | Motståndare Resultat | Placering        |
| ------------------------------------------------ | ------------ | --------------- | --------------- | --------------------------- | ------------------------ | -------------------- | -------------------- | -------------------- | -------------------- | ---------------- |
| Stephanie Arnold                                 | Individuellt | 623             | 36              | Jennison (AUS) L 121–132    | Gick inte vidare         | Gick inte vidare     | Gick inte vidare     | Gick inte vidare     | Gick inte vidare     | Gick inte vidare |
| Janet Dykman                                     | Individuellt | 619             | 44              | Williamson (GBR) L 121–147  | Gick inte vidare         | Gick inte vidare     | Gick inte vidare     | Gick inte vidare     | Gick inte vidare     | Gick inte vidare |
| Jennifer Nichols                                 | Individuellt | 638             | 19              | Puspitasari (POL) W 160–141 | Berezhna (UKR) W 163–160 | Yun (KOR) L 162–168  | Gick inte vidare     | Gick inte vidare     | Gick inte vidare     | Gick inte vidare |
| Stephanie Arnold, Janet Dykman, Jennifer Nichols | Lagtävling   | 1880            | 9               | N/A                         | N/A                      | Grekland L 227–230   | Gick inte vidare     | Gick inte vidare     | Gick inte vidare     | 13               |

## Cykling

### Mountainbike
| Idrottare              | Gren                  | Tid     | Placering |
| ---------------------- | --------------------- | ------- | --------- |
| Jeremy Horgan-Kobelski | Herrarnas terränglopp | 2:25:28 | 21        |
| Mary McConneloug       | Damernas terränglopp  | 2:06:12 | 9         |
| Todd Wells             | Herrarnas terränglopp | 2:24:37 | 19        |

### Landsväg
Herrar
| Idrottare       | Gren                | Tid             | Placering       |
| --------------- | ------------------- | --------------- | --------------- |
| Tyler Hamilton  | Herrarnas linjelopp | 5:41:56         | 18              |
| Tyler Hamilton  | Herrarnas tempolopp | 57:31.74        | 1               |
| George Hincapie | Herrarnas linjelopp | 5:41:56         | 24              |
| Bobby Julich    | Herrarnas linjelopp | 5:41:56         | 28              |
| Bobby Julich    | Herrarnas tempolopp | 57:58.19        | 3               |
| Levi Leipheimer | Herrarnas linjelopp | Fullföljde inte | Fullföljde inte |
| Jason McCartney | Herrarnas linjelopp | Fullföljde inte | Fullföljde inte |

Damer
| Idrottare          | Gren               | Tid      | Placering |
| ------------------ | ------------------ | -------- | --------- |
| Kristin Armstrong  | Damernas linjelopp | 3:25:06  | 8         |
| Dede Barry         | Damernas linjelopp | 3:25:42  | 16        |
| Dede Barry         | Damernas tempolopp | 31:35.62 | 2         |
| Christine Thorburn | Damernas linjelopp | 3:25:42  | 15        |
| Christine Thorburn | Damernas tempolopp | 32:14.82 | 4         |

### Bana
Keirin
| Idrottare       | Gren             | 1:a omgången | Återkval  | 2:a omgången     | Final            |
| Idrottare       | Gren             | Placering    | Placering | Placering        | Placering        |
| --------------- | ---------------- | ------------ | --------- | ---------------- | ---------------- |
| Marty Nothstein | Herrarnas keirin | 3            | 4         | Gick inte vidare | Gick inte vidare |

Sprint
| Idrottare                                       | Gren                | Kval                 | Kval      | Första omgången                  | Återkval                         | Kvartsfinaler                    | Semifinaler                      | Final                            | Final            |
| Idrottare                                       | Gren                | Tid Hastighet (km/h) | Placering | Motståndare Tid Hastighet (km/h) | Motståndare Tid Hastighet (km/h) | Motståndare Tid Hastighet (km/h) | Motståndare Tid Hastighet (km/h) | Motståndare Tid Hastighet (km/h) | Placering        |
| ----------------------------------------------- | ------------------- | -------------------- | --------- | -------------------------------- | -------------------------------- | -------------------------------- | -------------------------------- | -------------------------------- | ---------------- |
| Jennie Reed                                     | Herrarnas sprint    | 11.622 61.951        | 9 Q       | Muenzer (CAN) L                  | Grankovskaya (BUL) L             | Gick inte vidare                 | Gick inte vidare                 | Gick inte vidare                 | Gick inte vidare |
| Adam Duvendeck, Giddeon Massie, Christian Stahl | Herrarnas lagsprint | 45.742 59.026        | 11        | Gick inte vidare                 | N/A                              | N/A                              | N/A                              | Gick inte vidare                 | Gick inte vidare |

Poänglopp
| Idrottare      | Gren                | Poäng | Placering |
| -------------- | ------------------- | ----- | --------- |
| Erin Mirabella | Damernas poänglopp  | 9     | 4         |
| Colby Pearce   | Herrarnas poänglopp | 23    | 14        |

Förföljelse
| Idrottare      | Gren                 | Kval     | Kval      | Första omgången  | Första omgången  | Final            | Final            |
| Idrottare      | Gren                 | Tid      | Placering | Motståndare Tid  | Placering        | Motståndare Tid  | Placering        |
| -------------- | -------------------- | -------- | --------- | ---------------- | ---------------- | ---------------- | ---------------- |
| Erin Mirabella | Damernas förföljelse | 3:36.992 | 10        | Gick inte vidare | Gick inte vidare | Gick inte vidare | Gick inte vidare |

## Fotboll
Damer
| Nr          | Namn               | Klubb 2004                   | Födelsedatum      | Ålder     | Spelade   | Mål       | Y         | Y/R       | R         |
| Målvakter   | Målvakter          | Målvakter                    | Målvakter         | Målvakter | Målvakter | Målvakter | Målvakter | Målvakter | Målvakter |
| ----------- | ------------------ | ---------------------------- | ----------------- | --------- | --------- | --------- | --------- | --------- | --------- |
| 1           | Briana Scurry      | Atlanta Beat                 | 7 september 1971  | 32        | 6         | 0         | 1         | 0         | 0         |
| 18          | Kristin Luckenbill | Carolina Courage             | 28 maj 1979       | 25        | 0         | 0         | 0         | 0         | 0         |
| Försvarare  |                    |                              |                   |           |           |           |           |           |           |
| 14          | Joy Fawcett        | San Diego Spirit             | 8 februari 1968   | 36        | 6         | 0         | 0         | 0         | 0         |
| 6           | Brandi Chastain    | San Jose CyberRays           | 21 juli 1968      | 36        | 3         | 0         | 0         | 0         | 0         |
| 3           | Christie Rampone   | New York Power               | 24 juni 1975      | 29        | 5         | 0         | 1         | 0         | 0         |
| 2           | Heather Mitts      | Philadelphia Charge          | 9 juni 1978       | 26        | 2         | 0         | 0         | 0         | 0         |
| 15          | Kate Markgraf      | Boston Breakers              | 23 augusti 1976   | 26        | 6         | 0         | 1         | 0         | 0         |
| 4           | Cat Reddick        | University of North Carolina | 10 februari 1982  | 22        | 5         | 0         | 0         | 0         | 0         |
| Mittfältare |                    |                              |                   |           |           |           |           |           |           |
| 11          | Julie Foudy        | San Jose CyberRays           | 23 januari 1971   | 33        | 6         | 0         | 1         | 0         | 0         |
| 13          | Kristine Lilly     | Boston Breakers              | 22 juli 1971      | 33        | 6         | 3         | 1         | 0         | 0         |
| 7           | Shannon Boxx       | New York Power               | 29 juni 1977      | 27        | 6         | 1         | 0         | 0         | 0         |
| 8           | Angela Hucles      | San Diego Spirit             | 5 juli 1978       | 26        | 2         | 0         | 0         | 0         | 0         |
| 10          | Aly Wagner         | Boston Breakers              | 10 augusti 1980   | 24        | 4         | 0         | 1         | 0         | 0         |
| 5           | Lindsay Tarpley    | University of North Carolina | 22 september 1983 | 20        | 6         | 1         | 0         | 0         | 0         |
| Anfallare   |                    |                              |                   |           |           |           |           |           |           |
| 9           | Mia Hamm           | Washington Freedom           | 17 mars 1972      | 32        | 6         | 2         | 1         | 0         | 0         |
| 12          | Cindy Parlow       | Atlanta Beat                 | 8 maj 1978        | 26        | 2         | 0         | 1         | 0         | 0         |
| 16          | Abby Wambach       | Washington Freedom           | 2 juni 1980       | 24        | 5         | 4         | 2         | 0         | 0         |
| 17          | Heather O'Reilly   | University of North Carolina | 2 januari 1985    | 19        | 4         | 1         | 0         | 0         | 0         |
| Coach       |                    |                              |                   |           |           |           |           |           |           |
|             | April Heinrichs    |                              | 27 februari 1964  | 40        |           |           |           |           |           |

Gruppspel
| Lag        | Pld | W | D | L | GF | GA | GD  | Pts |
| ---------- | --- | - | - | - | -- | -- | --- | --- |
| USA        | 3   | 2 | 1 | 0 | 6  | 1  | +5  | 7   |
| Brasilien  | 3   | 2 | 0 | 1 | 8  | 2  | +6  | 6   |
| Australien | 3   | 1 | 1 | 1 | 2  | 2  | 0   | 4   |
| Grekland   | 3   | 0 | 0 | 3 | 0  | 11 | −11 | 0   |

|  | 11 augusti 2004 18:00 | Grekland | 0 – 3   | USA                           | Pankritio Stadium, Heraklio               |                                           |
|  |                       |          | Rapport | Boxx 14′ Wambach 30′ Hamm 82′ | Publik: 15 757 Domare: Palqvist (Sverige) | Publik: 15 757 Domare: Palqvist (Sverige) |
|  |                       |          |         |                               | Publik: 15 757 Domare: Palqvist (Sverige) | Publik: 15 757 Domare: Palqvist (Sverige) |
|  |                       |          |         |                               | Publik: 15 757 Domare: Palqvist (Sverige) | Publik: 15 757 Domare: Palqvist (Sverige) |

|  | 14 augusti 2004 20:30 | USA                         | 2 – 0   | Brasilien | Kaftanzoglio Stadium, Thessaloniki        |                                           |
|  |                       | Hamm 58′ (str.) Wambach 77′ | Rapport |           | Publik: 17 123 Domare: Damkova (Tjeckien) | Publik: 17 123 Domare: Damkova (Tjeckien) |
|  |                       |                             |         |           | Publik: 17 123 Domare: Damkova (Tjeckien) | Publik: 17 123 Domare: Damkova (Tjeckien) |
|  |                       |                             |         |           | Publik: 17 123 Domare: Damkova (Tjeckien) | Publik: 17 123 Domare: Damkova (Tjeckien) |

|  | 17 augusti 2004 20:30 | USA       | 1 – 1   | Australien | Kaftanzoglio Stadium, Thessaloniki       |                                          |
|  |                       | Lilly 19′ | Rapport | Peters 82′ | Publik: 3 320 Domare: Ionescu (Rumänien) | Publik: 3 320 Domare: Ionescu (Rumänien) |
|  |                       |           |         |            | Publik: 3 320 Domare: Ionescu (Rumänien) | Publik: 3 320 Domare: Ionescu (Rumänien) |
|  |                       |           |         |            | Publik: 3 320 Domare: Ionescu (Rumänien) | Publik: 3 320 Domare: Ionescu (Rumänien) |

Slutspel
|  | Kvartsfinaler             | Kvartsfinaler       |                       |         | Semifinaler | Semifinaler |  |  | Final             | Final |
|  |                           |                     |                       |         |             |             |  |  |                   |       |
|  | 20 augusti - Patras       |                     |                       |         |             |             |  |  |                   |       |
|  |                           |                     |                       |         |             |             |  |  |                   |       |
|  | Tyskland                  | 2                   |                       |         |             |             |  |  |                   |       |
|  | Tyskland                  | 2                   | 23 augusti - Heraklio |         |             |             |  |  |                   |       |
|  | Nigeria                   | 1                   |                       |         |             |             |  |  |                   |       |
|  | Nigeria                   | 1                   | Tyskland              | 1       |             |             |  |  |                   |       |
|  | 20 augusti - Thessaloniki |                     | Tyskland              | 1       |             |             |  |  |                   |       |
|  |                           | USA                 | 2                     |         |             |             |  |  |                   |       |
|  | USA                       | USA                 | 2                     | 2       |             |             |  |  |                   |       |
|  | USA                       |                     | 26 augusti - Aten     | 2       |             |             |  |  |                   |       |
|  | Japan                     | 1                   |                       |         |             |             |  |  |                   |       |
|  | Japan                     | 1                   | USA                   | 2       |             |             |  |  |                   |       |
|  | 20 augusti - Heraklio     |                     | USA                   | 2       |             |             |  |  |                   |       |
|  |                           | Brasilien           | 1                     |         |             |             |  |  |                   |       |
|  | Mexiko                    | Brasilien           | 1                     | 0       |             |             |  |  |                   |       |
|  | Mexiko                    | 23 augusti - Patras |                       | 0       |             |             |  |  |                   |       |
|  | Brasilien                 | 5                   |                       |         |             |             |  |  |                   |       |
|  | Brasilien                 | 5                   | Sverige               | 0       | Bronsmatch  | Bronsmatch  |  |  |                   |       |
|  | 20 augusti - Volos        |                     | Sverige               | 0       | Bronsmatch  | Bronsmatch  |  |  |                   |       |
|  |                           | Brasilien           | 1                     |         |             |             |  |  |                   |       |
|  | Sverige                   | Brasilien           | 1                     | 2       | Tyskland    | 1           |  |  |                   |       |
|  | Sverige                   |                     |                       | 2       | Tyskland    | 1           |  |  |                   |       |
|  | Australien                | 1                   |                       | Sverige | 0           |             |  |  |                   |       |
|  | Australien                | 1                   |                       |         | 0           |             |  |  |                   |       |
|  |                           |                     |                       |         |             |             |  |  | 26 augusti - Aten |       |
|  |                           |                     |                       |         |             |             |  |  |                   |       |

Kvartsfinal
|  | 20 augusti 2004 18:00 | USA                   | 2 – 1   | Japan        | Kaftanzoglio Stadium, Thessaloniki            |                                               |
|  |                       | Lilly 43′ Wambach 59′ | Rapport | Yamamoto 48′ | Publik: 1 418 Domare: de Oliveira (Brasilien) | Publik: 1 418 Domare: de Oliveira (Brasilien) |
|  |                       |                       |         |              | Publik: 1 418 Domare: de Oliveira (Brasilien) | Publik: 1 418 Domare: de Oliveira (Brasilien) |
|  |                       |                       |         |              | Publik: 1 418 Domare: de Oliveira (Brasilien) | Publik: 1 418 Domare: de Oliveira (Brasilien) |

Semifinal
|  | 23 augusti 2004 18:00 | USA                    | 2 – 1 (a.e.t.) | Tyskland     | Pankritio Stadium, Heraklio                 |                                             |
|  |                       | Lilly 33′ O'Reilly 99′ | Rapport        | Bachor 90+2′ | Publik: 5 165 Domare: Szokolai (Australien) | Publik: 5 165 Domare: Szokolai (Australien) |
|  |                       |                        |                |              | Publik: 5 165 Domare: Szokolai (Australien) | Publik: 5 165 Domare: Szokolai (Australien) |
|  |                       |                        |                |              | Publik: 5 165 Domare: Szokolai (Australien) | Publik: 5 165 Domare: Szokolai (Australien) |

Final
|       | 26 augusti 2004 | USA                      | 2 – 1 (a.e.t.) | Brasilien    | Karaiskaki Stadium, Pireaus                      |                                                  |
| 21:00 | 21:00           | Tarpley 39′ Wambach 112′ | Rapport        | Pretinha 73′ | Publik: 10 416 Domare: Jenny Palmqvist (Sverige) | Publik: 10 416 Domare: Jenny Palmqvist (Sverige) |
| 21:00 | 21:00           |                          |                |              | Publik: 10 416 Domare: Jenny Palmqvist (Sverige) | Publik: 10 416 Domare: Jenny Palmqvist (Sverige) |
| 21:00 | 21:00           |                          |                |              | Publik: 10 416 Domare: Jenny Palmqvist (Sverige) | Publik: 10 416 Domare: Jenny Palmqvist (Sverige) |

## Friidrott

### Herrar
Bana, maraton och gång
| Idrottare                                                                               | Gren               | Heat     | Heat      | Kvartsfinal     | Kvartsfinal     | Semifinal        | Semifinal        | Final            | Final            |
| Idrottare                                                                               | Gren               | Resultat | Placering | Resultat        | Placering       | Resultat         | Placering        | Resultat         | Placering        |
| --------------------------------------------------------------------------------------- | ------------------ | -------- | --------- | --------------- | --------------- | ---------------- | ---------------- | ---------------- | ---------------- |
| Shawn Crawford                                                                          | 100 meter          | 10.02    | 1 Q       | 9.89            | 1 Q             | 10.07            | 1 Q              | 9.89             | 4                |
| Shawn Crawford                                                                          | 200 meter          | 20.55    | 1 Q       | 19.95           | 1 Q             | 20.05            | 1 Q              | 19.79            | 1                |
| Justin Gatlin                                                                           | 100 meter          | 10.07    | 1 Q       | 9.96            | 1 Q             | 10.09            | 2 Q              | 9.85             | 1                |
| Justin Gatlin                                                                           | 200 meter          | 20.51    | 2 Q       | 20.03           | 1 Q             | 20.35            | 1 Q              | 20.03            | 3                |
| Maurice Greene                                                                          | 100 meter          | 10.18    | 1 Q       | 9.93            | 1 Q             | 9.97             | =2 Q             | 9.87             | 3                |
| Bernard Williams                                                                        | 200 meter          | 20.29    | 1 Q       | 20.40           | 1 Q             | 20.18            | 2                | 20.01            | 2                |
| Derrick Brew                                                                            | 400 meter          | 45.41    | 1 Q       | 45.41           | 1 Q             | N/A              | N/A              | 44.42            | 3                |
| Jeremy Wariner                                                                          | 400 meter          | 45.56    | 1 Q       | 44.87           | 1 Q             | N/A              | N/A              | 44.01            | 1                |
| Otis Harris                                                                             | 400 meter          | 45.11    | 1 Q       | N/A             | N/A             | 44.99            | 2 Q              | 44.16            | 2                |
| Jonathan Johnson                                                                        | 800 meter          | 1:45.31  | 1 Q       | N/A             | N/A             | N/A              | N/A              | 1:50.10          | 8                |
| Derrick Peterson                                                                        | 800 meter          | 1:47.60  | 4         | N/A             | N/A             | N/A              | N/A              | Gick inte vidare | Gick inte vidare |
| Khadevis Robinson                                                                       | 800 meter          | 1:46.14  | 3         | N/A             | N/A             | N/A              | N/A              | Gick inte vidare | Gick inte vidare |
| Charlie Gruber                                                                          | 1 500 meter        | 3:41.73  | 9         | N/A             | N/A             | Gick inte vidare | Gick inte vidare | Gick inte vidare | Gick inte vidare |
| Grant Robison                                                                           | 1 500 meter        | 3:41.73  | 9         | N/A             | N/A             | 3:41.73          | 12               | Gick inte vidare | Gick inte vidare |
| Alan Webb                                                                               | 1 500 meter        | 3:41.25  | 9         | N/A             | N/A             | Gick inte vidare | Gick inte vidare | Gick inte vidare | Gick inte vidare |
| Tim Broe                                                                                | 5 000 meter        | 13:20.29 | 6 q       | N/A             | N/A             | N/A              | N/A              | 13:33.06         | 11               |
| Jonathon Riley                                                                          | 5 000 meter        | 13:38.79 | 14        | N/A             | N/A             | N/A              | N/A              | Gick inte vidare | Gick inte vidare |
| Abdihakem Abdirahman                                                                    | 10 000 meter       | N/A      | N/A       | N/A             | N/A             | N/A              | N/A              | 28:26.26         | 15               |
| Dan Browne                                                                              | 10 000 meter       | N/A      | N/A       | N/A             | N/A             | N/A              | N/A              | 28:14.53         | 12               |
| Dan Browne                                                                              | Maraton            | N/A      | N/A       | N/A             | N/A             | N/A              | N/A              | 2:27:17          | 65               |
| Dathan Ritzenhein                                                                       | 10 000 meter       | N/A      | N/A       | N/A             | N/A             | N/A              | N/A              | Did not finish   | Did not finish   |
| Alan Culpepper                                                                          | Maraton            | N/A      | N/A       | N/A             | N/A             | N/A              | N/A              | 2:15:26          | 12               |
| Meb Keflezighi                                                                          | Maraton            | N/A      | N/A       | N/A             | N/A             | N/A              | N/A              | 2:11:29          | 2                |
| Kevin Eastler                                                                           | 20 kilometer gång  | N/A      | N/A       | N/A             | N/A             | N/A              | N/A              | 1:25:20          | 21               |
| John Nunn                                                                               | 20 kilometer gång  | N/A      | N/A       | N/A             | N/A             | N/A              | N/A              | 1:27:38          | 26               |
| Tim Seaman                                                                              | 20 kilometer gång  | N/A      | N/A       | N/A             | N/A             | N/A              | N/A              | 1:25:17          | 20               |
| Curt Clausen                                                                            | 50 kilometer gång  | N/A      | N/A       | N/A             | N/A             | N/A              | N/A              | 4:11:31          | 32               |
| Philip Dunn                                                                             | 50 kilometer gång  | N/A      | N/A       | N/A             | N/A             | N/A              | N/A              | 4:12:49          | 35               |
| Allen Johnson                                                                           | 110 meter häck     | 13.45    | =2 Q      | Fullföljde inte | Fullföljde inte | Gick inte vidare | Gick inte vidare | Gick inte vidare | Gick inte vidare |
| Duane Ross                                                                              | 110 meter häck     | 13.39    | 2 Q       | 13.50           | 4 q             | 13.30            | 4                | Gick inte vidare | Gick inte vidare |
| Terrence Trammell                                                                       | 110 meter häck     | 13.51    | 5 q       | 13.34           | 3 Q             | 13.17            | 2 Q              | 13.18            | 2                |
| Bennie Brazell                                                                          | 400 meter häck     | 48.57    | 2 Q       | N/A             | N/A             | 48.19            | 2 Q              | 49.51            | 8                |
| James Carter                                                                            | 400 meter häck     | 48.64    | 1 Q       | N/A             | N/A             | 48.18            | 1 Q              | 48.58            | 4                |
| Angelo Taylor                                                                           | 400 meter häck     | 48.79    | 1 Q       | N/A             | N/A             | 48.72            | 4                | Gick inte vidare | Gick inte vidare |
| Anthony Famiglietti                                                                     | 3 000 meter hinder | 8:31.59  | 8         | N/A             | N/A             | N/A              | N/A              | Gick inte vidare | Gick inte vidare |
| Robert Gary                                                                             | 3 000 meter hinder | 8:38.01  | 12        | N/A             | N/A             | N/A              | N/A              | Gick inte vidare | Gick inte vidare |
| Daniel Lincoln                                                                          | 3 000 meter hinder | 8:19.62  | 3 q       | N/A             | N/A             | N/A              | N/A              | 8:16.86          | 11               |
| Shawn Crawford, Justin Gatlin, Maurice Greene, Coby Miller, Darvis Patton               | 4 x 100 meter      | 38.02    | 1 Q       | N/A             | N/A             | N/A              | N/A              | 38.08            | 2                |
| Derrick Brew, Otis Harris, Andrew Rock, Jeremy Wariner, Darold Williamson, Kelly Willie | 4 x 400 meter      | 2:59.30  | 1 Q       | N/A             | N/A             | N/A              | N/A              | 2:55.91          | 1                |

Fältgrenar och tiokamå
| Idrottare       | Gren           | Kval           | Kval           | Final            | Final            |
| Idrottare       | Gren           | Resultat       | Placering      | Resultat         | Placering        |
| --------------- | -------------- | -------------- | -------------- | ---------------- | ---------------- |
| Tora Harris     | Höjdhopp       | 2.15           | 17             | Gick inte vidare | Gick inte vidare |
| Matt Hemingway  | Höjdhopp       | 2.28           | 5 Q            | 2.34             | 2                |
| Jamie Nieto     | Höjdhopp       | 2.28           | 1 Q            | 2.34             | 4                |
| Walter Davis    | Längdhopp      | 7.80           | 12             | Gick inte vidare | Gick inte vidare |
| Walter Davis    | Tresteg        | 16.94          | 6 q            | 16.78            | 11               |
| John Moffitt    | Längdhopp      | 8.17           | 2 Q            | 8.47             | 2                |
| Dwight Phillips | Längdhopp      | 8.31           | 1 Q            | 8.59             | 1                |
| Kenta Bell      | Tresteg        | 16.98          | 5 q            | 16.90            | 9                |
| Melvin Lister   | Tresteg        | 16.64          | 9              | Gick inte vidare | Gick inte vidare |
| Timothy Mack    | Stavhopp       | 5.70           | 6 Q            | 5.95 OR          | 1                |
| Derek Miles     | Stavhopp       | 5.70           | 8 Q            | 5.75             | 7                |
| Toby Stevenson  | Stavhopp       | 5.70           | 4 Q            | 5.90             | 2                |
| John Godina     | Kulstötning    | 20.53          | 2 Q            | 20.19            | 9                |
| Reese Hoffa     | Kulstötning    | 19.40          | 10             | Gick inte vidare | Gick inte vidare |
| Casey Malone    | Diskuskastning | 63.27          | 3 Q            | 64.33            | 6                |
| Jarred Rome     | Diskuskastning | 61.55          | 7              | Gick inte vidare | Gick inte vidare |
| Ian Waltz       | Diskuskastning | 58.97          | 11             | Gick inte vidare | Gick inte vidare |
| Breaux Greer    | Spjutkastning  | 87.25          | 1 Q            | 74.36            | 12               |
| A. G. Kruger    | Släggkastning  | 69.38          | 16             | Gick inte vidare | Gick inte vidare |
| James Parker    | Släggkastning  | 75.04          | 12             | Gick inte vidare | Gick inte vidare |
| Bryan Clay      | Tiokamp        | N/A            | N/A            | 8820             | 2                |
| Tom Pappas      | Tiokamp        | Did not finish | Did not finish | Did not finish   | Did not finish   |
| Paul Terek      | Tiokamp        | N/A            | N/A            | 7893             | 21               |

Tiokamp
| Gren               | Bryan Clay | Bryan Clay | Tom Pappas      | Tom Pappas      | Paul Terek | Paul Terek |
| Gren               | Resultat   | Poäng      | Resultat        | Poäng           | Resultat   | Poäng      |
| ------------------ | ---------- | ---------- | --------------- | --------------- | ---------- | ---------- |
| 100 m (s)          | 10.44      | 989        | 10.80           | 906             | 10.92      | 878        |
| Längdhopp (m)      | 7.96       | 1050       | 7.38            | 905             | 6.94       | 799        |
| Kulstötning (m)    | 15.23      | 804        | 16.17           | 862             | 15.15      | 799        |
| Höjdhopp (m)       | 2.06       | 859        | 2.03            | 831             | 1.94       | 749        |
| 400 m (s)          | 49.19      | 852        | 47.97           | 911             | 49.56      | 835        |
| 110 m häck (s)     | 14.13      | 958        | 14.18           | 951             | 15.12      | 835        |
| Diskuskastning (m) | 50.11      | 873        | 47.39           | 816             | 45.62      | 780        |
| Stavhopp (m)       | 4.90       | 880        | NM              | –               | 5.30       | 1004       |
| Spjutkastning (m)  | 69.71      | 885        | Drog sig ur     | Drog sig ur     | 50.62      | 598        |
| 1500 m (s)         | 4:41.65    | 670        | Drog sig ur     | Drog sig ur     | 4:50.36    | 616        |
| Totalg             | Totalg     | 8820       | Fullföljde inte | Fullföljde inte |            | 7893       |

Key
- NM – No Mark / ingen notering

### Damer
Bana, maraton och gång
| Idrottare                                                                                            | Gren              | Heat            | Heat            | Kvartsfinal | Kvartsfinal | Semifinal        | Semifinal        | Final            | Final            |
| Idrottare                                                                                            | Gren              | Resultat        | Placering       | Resultat    | Placering   | Resultat         | Placering        | Resultat         | Placering        |
| --- | ----------------- | --------------- | --------------- | ----------- | ----------- | ---------------- | ---------------- | ---------------- | ---------------- |
| LaTasha Colander                                                                                     | 100 meter         | 11.31           | 1 Q             | 11.20       | 3 Q         | 11.18            | 4 Q              | 11.18            | 8                |
| Gail Devers                                                                                          | 100 meter         | 11.29           | 3 Q             | 11.31       | 4 q         | 11.22            | 7                | Gick inte vidare | Gick inte vidare |
| Gail Devers                                                                                          | 100 meter häck    | Fullföljde inte | Fullföljde inte | N/A         | N/A         | Gick inte vidare | Gick inte vidare | Gick inte vidare | Gick inte vidare |
| Lauryn Williams                                                                                      | 100 meter         | 11.16           | 1 Q             | 11.03       | 1 Q         | 11.01            | 1 Q              | 10.96            | 2                |
| Allyson Felix                                                                                        | 200 meter         | 22.39           | 1 Q             | 22.69       | 1 Q         | 22.36            | 1 Q              | 22.18            | 2                |
| Muna Lee                                                                                             | 200 meter         | 22.57           | 1 Q             | 22.74       | 1 Q         | 22.69            | 4 Q              | 22.87            | =7               |
| LaShauntea Moore                                                                                     | 200 meter         | 23.10           | 3 Q             | 22.96       | 3 q         | 22.93            | 6                | Gick inte vidare | Gick inte vidare |
| Monique Hennagan                                                                                     | 400 meter         | 51.02           | 1 Q             | N/A         | N/A         | 49.88            | 1 Q              | 49.97            | 4                |
| Sanya Richards                                                                                       | 400 meter         | 50.11           | 1 Q             | N/A         | N/A         | 50.54            | 3 q              | 50.19            | 6                |
| DeeDee Trotter                                                                                       | 400 meter         | 50.56           | 2 Q             | N/A         | N/A         | 50.14            | 2 Q              | 50.00            | 5                |
| Hazel Clark                                                                                          | 800 meter         | 2:05.67         | 5               | N/A         | N/A         | Gick inte vidare | Gick inte vidare | Gick inte vidare | Gick inte vidare |
| Jearl Miles Clark                                                                                    | 800 meter         | 2:01.33         | 2 Q             | N/A         | N/A         | 1:58.71          | 3 q              | 1:57.27          | 6                |
| Nicole Teter                                                                                         | 800 meter         | 2:01.16         | 3 Q             | N/A         | N/A         | 1:59.50          | 4                | Gick inte vidare | Gick inte vidare |
| Carrie Tollefson                                                                                     | 1 500 meter       | 4:06.46         | 6 q             | N/A         | N/A         | 4:08.55          | 9                | Gick inte vidare | Gick inte vidare |
| Shayne Culpepper                                                                                     | 5 000 meter       | 15:40.02        | 13              | N/A         | N/A         | N/A              | N/A              | Gick inte vidare | Gick inte vidare |
| Shalane Flanagan                                                                                     | 5 000 meter       | 15:34.63        | 11              | N/A         | N/A         | N/A              | N/A              | Gick inte vidare | Gick inte vidare |
| Marla Runyan                                                                                         | 5 000 meter       | 15:24.88        | 9               | N/A         | N/A         | N/A              | N/A              | Gick inte vidare | Gick inte vidare |
| Elva Dryer                                                                                           | 10 000 meter      | N/A             | N/A             | N/A         | N/A         | N/A              | N/A              | 32:18.16         | 19               |
| Kate O'Neill                                                                                         | 10 000 meter      | N/A             | N/A             | N/A         | N/A         | N/A              | N/A              | 32:24.04         | 21               |
| Colleen De Reuck                                                                                     | Maraton           | N/A             | N/A             | N/A         | N/A         | N/A              | N/A              | 2:46:30          | 39               |
| Deena Kastor                                                                                         | Maraton           | N/A             | N/A             | N/A         | N/A         | N/A              | N/A              | 2:27:20          | 3                |
| Jennifer Rhines                                                                                      | Maraton           | N/A             | N/A             | N/A         | N/A         | N/A              | N/A              | 2:43:52          | 34               |
| Teresa Vaill                                                                                         | 20 kilometer gång | N/A             | N/A             | N/A         | N/A         | N/A              | N/A              | 1:38:47          | 43               |
| Joanna Hayes                                                                                         | 100 meter häck    | 12.71           | 1 Q             | N/A         | N/A         | 12.48            | 1 Q              | 12.37 OR         | 1                |
| Melissa Morrison                                                                                     | 100 meter häck    | 12.76           | 1 Q             | N/A         | N/A         | 12.53            | 2 Q              | 12.56            | 3                |
| Lashinda Demus                                                                                       | 400 meter häck    | 54.66           | 2 Q             | N/A         | N/A         | 54.32            | 5                | Gick inte vidare | Gick inte vidare |
| Sheena Johnson                                                                                       | 400 meter häck    | 54.81           | 2 Q             | N/A         | N/A         | 54.32            | 3 Q              | 53.83            | 4                |
| Brenda Taylor                                                                                        | 400 meter häck    | 54.72           | 2 Q             | N/A         | N/A         | 55.02            | 4 Q              | 54.97            | 7                |
| LaTasha Colander, Marion Jones, Angela Williams, Lauryn Williams                                     | 4 x 100 meter     | 41.67           | 1 Q             | N/A         | N/A         | N/A              | N/A              | Did not finish   | Did not finish   |
| Crystal Cox, Monique Henderson, Monique Hennagan, Sanya Richards, Moushaumi Robinson, DeeDee Trotter | 4 x 400 meter     | 3:23.79         | 1 Q             | N/A         | N/A         | N/A              | N/A              | Disqualified     | Disqualified     |

Fältgrenar och sjukamp
| Idrottare          | Gren           | Kval         | Kval         | Final            | Final            |
| Idrottare          | Gren           | Resultat     | Placering    | Resultat         | Placering        |
| ------------------ | -------------- | ------------ | ------------ | ---------------- | ---------------- |
| Amy Acuff          | Höjdhopp       | 1.95         | 4 Q          | 1.99             | 4                |
| Chaunté Howard     | Höjdhopp       | 1.85         | 13           | Gick inte vidare | Gick inte vidare |
| Tisha Waller       | Höjdhopp       | 1.89         | 9            | Gick inte vidare | Gick inte vidare |
| Marion Jones       | Längdhopp      | Disqualified | Disqualified | Disqualified     | Disqualified     |
| Rose Richmond      | Längdhopp      | 6.46         | 8            | Gick inte vidare | Gick inte vidare |
| Grace Upshaw       | Längdhopp      | 6.68         | 6 Q          | 6.64             | 9                |
| Tiombe Hurd        | Tresteg        | 13.98        | 13           | Gick inte vidare | Gick inte vidare |
| Yuliana Perez      | Tresteg        | 13.62        | 12           | Gick inte vidare | Gick inte vidare |
| Jillian Schwartz   | Stavhopp       | 4.30         | 11           | Gick inte vidare | Gick inte vidare |
| Kellie Suttle      | Stavhopp       | 4.15         | 12           | Gick inte vidare | Gick inte vidare |
| Laura Gerraughty   | Kulstötning    | 16.47        | 12           | Gick inte vidare | Gick inte vidare |
| Kristin Heaston    | Kulstötning    | 17.17        | 12           | Gick inte vidare | Gick inte vidare |
| Stephanie Brown    | Diskuskastning | 58.54        | 11           | Gick inte vidare | Gick inte vidare |
| Aretha Hill        | Diskuskastning | 58.82        | 10           | Gick inte vidare | Gick inte vidare |
| Seilala Sua        | Diskuskastning | NM           | –            | Gick inte vidare | Gick inte vidare |
| Erin Gilreath      | Släggkastning  | 66.71        | 10           | Gick inte vidare | Gick inte vidare |
| Jackie Jeschelnig  | Släggkastning  | 62.23        | 20           | Gick inte vidare | Gick inte vidare |
| Anna Mahon         | Släggkastning  | 64.99        | 14           | Gick inte vidare | Gick inte vidare |
| Kim Kreiner        | Spjutkastning  | 52.18        | 21           | Gick inte vidare | Gick inte vidare |
| Shelia Burrell     | Sjukamp        | N/A          | N/A          | 6296             | 4                |
| Tiffany Lott-Hogan | Sjukamp        | N/A          | N/A          | 6066             | 20               |
| Michelle Perry     | Sjukamp        | N/A          | N/A          | 6124             | 14               |

Sjukamp
| Gren              | Shelia Burrell | Shelia Burrell | Tiffany Lott-Hogan | Tiffany Lott-Hogan | Michelle Perry | Michelle Perry |
| Gren              | Resultat       | Poäng          | Resultat           | Poäng              | Resultat       | Poäng          |
| ----------------- | -------------- | -------------- | ------------------ | ------------------ | -------------- | -------------- |
| 100 m häck (s)    | 13.17          | 1099           | 13.13              | 1105               | 12.74          | 1164           |
| Höjdhopp (m)      | 1.70           | 855            | 1.67               | 818                | 1.70           | 855            |
| Kulstötning (m)   | 13.14          | 737            | 14.43              | 823                | 11.28          | 614            |
| 200 m (s)         | 24.06          | 975            | 24.99              | 888                | 22.91          | 1088           |
| Längdhopp (m)     | 6.25           | 927            | 6.15               | 896                | 6.02           | 856            |
| Spjutkastning (m) | 47.69          | 815            | 45.84              | 780                | 38.36          | 636            |
| 800 m (s)         | 2:15.32        | 888            | 2:25.10            | 756                | 2:13.69        | 911            |
| Totalt            | Totalt         | 6296           |                    | 6066               |                | 6124           |

Key
- DNF – Fullföljde inte
- DNS – Startade inte
- NM – Ingen notering

## Fäktning
Herrar
| Idrottare                                                | Gren         | Sextondelsfinaler                                                 | Åttondelsfinaler        | Kvartsfinaler          | Semifinaler          | Final                         |
| Idrottare                                                | Gren         | Motståndare Resultat                                              | Motståndare Resultat    | Motståndare Resultat   | Motståndare Resultat | Motståndare Resultat          |
| -------------------------------------------------------- | ------------ | ----------------------------------------------------------------- | ----------------------- | ---------------------- | -------------------- | ----------------------------- |
| Jedediah Dupree                                          | Florett      | El Azizi (ALG) L 13–12 (preliminary match)                        | Gick inte vidare        | Gick inte vidare       | Gick inte vidare     | Gick inte vidare              |
| Dan Kellner                                              | Florett      | Gohy (BEL) W 15–12                                                | Kruse (GBR) L 14–15     | Gick inte vidare       | Gick inte vidare     | Gick inte vidare              |
| Weston Kelsey                                            | Värja        | Tourchine (RUS) L 11–15                                           | Gick inte vidare        | Gick inte vidare       | Gick inte vidare     | Gick inte vidare              |
| Ivan Lee                                                 | Sabel        | Pastore (ITA) W 15–9                                              | Pozdnyakov (RUS) L 9–15 | Gick inte vidare       | Gick inte vidare     | Gick inte vidare              |
| Cody Mattern                                             | Värja        | Kovács (HUN) L 6–15                                               | Gick inte vidare        | Gick inte vidare       | Gick inte vidare     | Gick inte vidare              |
| Jason Rogers                                             | Sabel        | Tarantino (ITA) L 3–15                                            | Gick inte vidare        | Gick inte vidare       | Gick inte vidare     | Gick inte vidare              |
| Keeth Smart                                              | Sabel        | Touya (FRA) W 15–11                                               | Montano (ITA) L 7–15    | Gick inte vidare       | Gick inte vidare     | Gick inte vidare              |
| Soren Thompson                                           | Värja        | Inostroza (CHI) W 13–12                                           | Rota (ITA) W 15–13      | Kolobkov (RUS) L 11–15 | Gick inte vidare     | Gick inte vidare              |
| Jonathan Tiomkin                                         | Florett      | Ben Aziza (TUN) W 15–10 (preliminary match) Cassarà (ITA) L 15–10 | Gick inte vidare        | Gick inte vidare       | Gick inte vidare     | Gick inte vidare              |
| Jedediah Dupree, Dan Kellner, Jonathan Tiomkin           | Florett, lag | N/A                                                               | N/A                     | Tyskland W 45–43       | Kina L 35–45         | Bronze medal Ryssland L 38–45 |
| Weston Kelsey, Cody Mattern, Soren Thompson, Jan Viviani | Värja, lag   | N/A                                                               | N/A                     | Frankrike L 32–45      | Gick inte vidare     | Gick inte vidare              |
| Ivan Lee, Jason Rogers, Keeth Smart                      | Sabel, lag   | N/A                                                               | N/A                     | Ungern W 45–43         | Frankrike L 44–45    | Bronze medal Ryssland L 44–45 |

Damer
| Idrottare      | Gren    | Sextondelsfinaler       | Åttondelsfinaler     | Kvartsfinaler          | Semifinaler               | Final                                        |
| Idrottare      | Gren    | Motståndare Resultat    | Motståndare Resultat | Motståndare Resultat   | Motståndare Resultat      | Motståndare Resultat                         |
| -------------- | ------- | ----------------------- | -------------------- | ---------------------- | ------------------------- | -------------------------------------------- |
| Emily Jacobson | Sabel   | Chow (HKG) W 15–11      | Perrus (FRA) L 13–15 | Gick inte vidare       | Gick inte vidare          | Gick inte vidare                             |
| Sada Jacobson  | Sabel   | Bye                     | Faez (CUB) W 15–4    | Perrus (FRA) W 15–11   | Tan (CHN) L 12–15         | Bronze medal · Georghitoaia (ROU) · W 15–7 · |
| Kamara James   | Värja   | Logounova (RUS) L 11–15 | Gick inte vidare     | Gick inte vidare       | Gick inte vidare          | Gick inte vidare                             |
| Erinn Smart    | Florett | González (VEN) L 12–14  | Gick inte vidare     | Gick inte vidare       | Gick inte vidare          | Gick inte vidare                             |
| Mariel Zagunis | Sabel   | Bye                     | Hisage (JPN) W 15–13 | Jemayeva (AZE) W 15–11 | Georghitoaia (ROU) W 15–7 | · Tan (CHN) · W 15–9 ·                       |

## Gymnastik

### Artistisk
Herrar
| Idrottare                                                                       | Gren           | Redskap    | Redskap   | Redskap | Redskap | Redskap | Redskap | Kval    | Kval      | Final            | Final            |
| Idrottare                                                                       | Gren           | Fristående | Bygelhäst | Ringar  | Hopp    | Barr    | Räck    | Totalt  | Placering | Totalt           | Placering        |
| ------------------------------------------------------------------------------- | -------------- | ---------- | --------- | ------- | ------- | ------- | ------- | ------- | --------- | ---------------- | ---------------- |
| Jason Gatson                                                                    | Mångkamp, ind. | DNS        | 9.225     | 9.525   | DNS     | 9.712   | 9.337   | 37.799  | 73        | Gick inte vidare | Gick inte vidare |
| Jason Gatson                                                                    | Fristående     | DNS        | N/A       | N/A     | N/A     | N/A     | N/A     | DNS     | -         | Gick inte vidare | Gick inte vidare |
| Jason Gatson                                                                    | Bygelhäst      | N/A        | 9.225     | N/A     | N/A     | N/A     | N/A     | 9.225   | 49        | Gick inte vidare | Gick inte vidare |
| Jason Gatson                                                                    | Ringar         | N/A        | N/A       | 9.525   | N/A     | N/A     | N/A     | 9.525   | 43        | Gick inte vidare | Gick inte vidare |
| Jason Gatson                                                                    | Hopp           | N/A        | N/A       | N/A     | DNS     | N/A     | N/A     | DNS     | -         | Gick inte vidare | Gick inte vidare |
| Jason Gatson                                                                    | Barr           | N/A        | N/A       | N/A     | N/A     | 9.712   | N/A     | 9.712   | 10        | Gick inte vidare | Gick inte vidare |
| Jason Gatson                                                                    | Räck           | N/A        | N/A       | N/A     | N/A     | 9.337   | N/A     | 9.337   | 49        | Gick inte vidare | Gick inte vidare |
| Morgan Hamm                                                                     | Mångkamp, ind. | 9.725      | 9.700     | DNS     | 9.500   | DNS     | 9.737   | 38.662  | 67        | Gick inte vidare | Gick inte vidare |
| Morgan Hamm                                                                     | Fristående     | 9.725      | N/A       | N/A     | N/A     | N/A     | N/A     | 9.725   | 4 Q       | 9.650            | 8                |
| Morgan Hamm                                                                     | Bygelhäst      | N/A        | 9.700     | N/A     | N/A     | N/A     | N/A     | 9.700   | 11        | Gick inte vidare | Gick inte vidare |
| Morgan Hamm                                                                     | Ringar         | N/A        | N/A       | DNS     | N/A     | N/A     | N/A     | DNS     | DNS       | Gick inte vidare | Gick inte vidare |
| Morgan Hamm                                                                     | Hopp           | N/A        | N/A       | N/A     | 9.500   | N/A     | N/A     | 9.500   | 26        | Gick inte vidare | Gick inte vidare |
| Morgan Hamm                                                                     | Barr           | N/A        | N/A       | N/A     | N/A     | DNS     | N/A     | DNS     | DNS       | Gick inte vidare | Gick inte vidare |
| Morgan Hamm                                                                     | Räck           | N/A        | N/A       | N/A     | N/A     | 9.737   | N/A     | 9.737   | 6 Q       | 9.787            | 4                |
| Paul Hamm                                                                       | Mångkamp, ind. | 9.725      | 9.737     | 9.512   | 9.575   | 9.762   | 9.750   | 58.061  | 1 Q       | 57.823           | 1                |
| Paul Hamm                                                                       | Fristående     | 9.725      | N/A       | N/A     | N/A     | N/A     | N/A     | 9.725   | 4 Q       | 9.712            | 5                |
| Paul Hamm                                                                       | Bygelhäst      | N/A        | 9.737     | N/A     | N/A     | N/A     | N/A     | 9.737   | 6 Q       | 9.737            | 6                |
| Paul Hamm                                                                       | Ringar         | N/A        | N/A       | 9.512   | N/A     | N/A     | N/A     | 9.512   | 44        | Gick inte vidare | Gick inte vidare |
| Paul Hamm                                                                       | Hopp           | N/A        | N/A       | N/A     | 9.575   | N/A     | N/A     | 9.575   | 18        | Gick inte vidare | Gick inte vidare |
| Paul Hamm                                                                       | Barr           | N/A        | N/A       | N/A     | N/A     | 9.762   | N/A     | 9.762   | 4 Q       | 9.737            | 7                |
| Paul Hamm                                                                       | Räck           | N/A        | N/A       | N/A     | N/A     | 9.750   | N/A     | 9.750   | 4 Q       | 9.812            | 2                |
| Brett McClure                                                                   | Mångkamp, ind. | 9.437      | 9.000     | 9.037   | 9.512   | 9.675   | 9.662   | 56.323  | 19 Q      | 57.248           | 9                |
| Brett McClure                                                                   | Fristående     | 9.437      | N/A       | N/A     | N/A     | N/A     | N/A     | 9.437   | 36        | Gick inte vidare | Gick inte vidare |
| Brett McClure                                                                   | Bygelhäst      | N/A        | 9.000     | N/A     | N/A     | N/A     | N/A     | 9.000   | 61        | Gick inte vidare | Gick inte vidare |
| Brett McClure                                                                   | Ringar         | N/A        | N/A       | 9.037   | N/A     | N/A     | N/A     | 9.037   | 64        | Gick inte vidare | Gick inte vidare |
| Brett McClure                                                                   | Hopp           | N/A        | N/A       | N/A     | 9.512   | N/A     | N/A     | 9.512   | 23        | Gick inte vidare | Gick inte vidare |
| Brett McClure                                                                   | Barr           | N/A        | N/A       | N/A     | N/A     | 9.675   | N/A     | 9.675   | 19        | Gick inte vidare | Gick inte vidare |
| Brett McClure                                                                   | Räck           | N/A        | N/A       | N/A     | N/A     | 9.662   | N/A     | 9.662   | 25        | Gick inte vidare | Gick inte vidare |
| Blaine Wilson                                                                   | Mångkamp, ind. | 9.700      | DNS       | 9.625   | 9.512   | 9.687   | 8.862   | 47.386  | 53        | Gick inte vidare | Gick inte vidare |
| Blaine Wilson                                                                   | Fristående     | 9.700      | N/A       | N/A     | N/A     | N/A     | N/A     | 9.700   | 9         | Gick inte vidare | Gick inte vidare |
| Blaine Wilson                                                                   | Bygelhäst      | N/A        | DNS       | N/A     | N/A     | N/A     | N/A     | DNS     | –         | Gick inte vidare | Gick inte vidare |
| Blaine Wilson                                                                   | Ringar         | N/A        | N/A       | 9.625   | N/A     | N/A     | N/A     | 9.625   | 27        | Gick inte vidare | Gick inte vidare |
| Blaine Wilson                                                                   | Hopp           | N/A        | N/A       | N/A     | 9.512   | N/A     | N/A     | 9.512   | 23        | Gick inte vidare | Gick inte vidare |
| Blaine Wilson                                                                   | Barr           | N/A        | N/A       | N/A     | N/A     | 9.687   | N/A     | 9.687   | 15        | Gick inte vidare | Gick inte vidare |
| Blaine Wilson                                                                   | Räck           | N/A        | N/A       | N/A     | N/A     | 8.862   | N/A     | 8.862   | 67        | Gick inte vidare | Gick inte vidare |
| Guard Young                                                                     | Mångkamp, ind. | 9.700      | 9.212     | 9.612   | 9.450   | 9.637   | DNS     | 47.611  | 50        | Gick inte vidare | Gick inte vidare |
| Guard Young                                                                     | Fristående     | 9.700      | N/A       | N/A     | N/A     | N/A     | N/A     | 9.700   | 9         | Gick inte vidare | Gick inte vidare |
| Guard Young                                                                     | Bygelhäst      | N/A        | 9.212     | N/A     | N/A     | N/A     | N/A     | 9.212   | 50        | Gick inte vidare | Gick inte vidare |
| Guard Young                                                                     | Ringar         | N/A        | N/A       | 9.612   | N/A     | N/A     | N/A     | 9.612   | 33        | Gick inte vidare | Gick inte vidare |
| Guard Young                                                                     | Hopp           | N/A        | N/A       | N/A     | 9.450   | N/A     | N/A     | 9.450   | 36        | Gick inte vidare | Gick inte vidare |
| Guard Young                                                                     | Barr           | N/A        | N/A       | N/A     | N/A     | 9.637   | N/A     | 9.637   | 23        | Gick inte vidare | Gick inte vidare |
| Guard Young                                                                     | Räck           | N/A        | N/A       | N/A     | N/A     | DNS     | N/A     | DNS     | –         | Gick inte vidare | Gick inte vidare |
| Jason Gatson, Morgan Hamm, Paul Hamm, Brett McClure, Blaine Wilson, Guard Young | Mångkamp, lag  | 38.850     | 37.874    | 38.274  | 38.099  | 38.836  | 38.486  | 230.419 | 2 Q       | 172.933          | 2                |

Damer
| Idrottare                                                                                       | Gren           | Redskap    | Redskap | Redskap | Redskap | Kval    | Kval      | Final            | Final            |
| Idrottare                                                                                       | Gren           | Fristående | Hopp    | Barr    | Bom     | Totalt  | Placering | Totalt           | Placering        |
| ----------------------------------------------------------------------------------------------- | -------------- | ---------- | ------- | ------- | ------- | ------- | --------- | ---------------- | ---------------- |
| Mohini Bhardwaj                                                                                 | Mångkamp, ind. | 9.525      | 9.337   | 9.487   | 9.350   | 37.699  | 8         | Gick inte vidare | Gick inte vidare |
| Mohini Bhardwaj                                                                                 | Fristående     | 9.525      | N/A     | N/A     | N/A     | 9.525   | 8 Q       | 9.312            | 6                |
| Mohini Bhardwaj                                                                                 | Hopp           | N/A        | 9.337   | N/A     | N/A     | 9.337   | 20        | Gick inte vidare | Gick inte vidare |
| Mohini Bhardwaj                                                                                 | Barr           | N/A        | N/A     | 9.487   | N/A     | 9.487   | 22        | Gick inte vidare | Gick inte vidare |
| Mohini Bhardwaj                                                                                 | Bom            | N/A        | N/A     | N/A     | 9.350   | 9.350   | 19        | Gick inte vidare | Gick inte vidare |
| Annia Hatch                                                                                     | Mångkamp, ind. | DNS        | 9.387   | DNS     | DNS     | 9.387   | 94        | Gick inte vidare | Gick inte vidare |
| Annia Hatch                                                                                     | Fristående     | DNS        | N/A     | N/A     | N/A     | DNS     | –         | Gick inte vidare | Gick inte vidare |
| Annia Hatch                                                                                     | Hopp           | N/A        | 9.387   | N/A     | N/A     | 9.387   | 13 Q      | 9.481            | 2                |
| Annia Hatch                                                                                     | Barr           | N/A        | N/A     | DNS     | N/A     | DNS     | –         | Gick inte vidare | Gick inte vidare |
| Annia Hatch                                                                                     | Bom            | N/A        | N/A     | N/A     | DNS     | DNS     | –         | Gick inte vidare | Gick inte vidare |
| Terin Humphrey                                                                                  | Mångkamp, ind. | 9.225      | DNS     | 9.625   | 9.512   | 28.362  | 67        | Gick inte vidare | Gick inte vidare |
| Terin Humphrey                                                                                  | Fristående     | 9.225      | N/A     | N/A     | N/A     | 9.225   | 34        | Gick inte vidare | Gick inte vidare |
| Terin Humphrey                                                                                  | Hopp           | N/A        | DNS     | N/A     | N/A     | DNS     | –         | Gick inte vidare | Gick inte vidare |
| Terin Humphrey                                                                                  | Barr           | N/A        | N/A     | 9.625   | N/A     | 9.625   | 6 Q       | 9.662            | 2                |
| Terin Humphrey                                                                                  | Bom            | N/A        | N/A     | N/A     | 9.512   | 9.512   | 10        | Gick inte vidare | Gick inte vidare |
| Courtney Kupets                                                                                 | Mångkamp, ind. | 9.400      | 9.350   | 9.637   | 9.550   | 37.937  | 4 Q       | 37.112           | 9                |
| Courtney Kupets                                                                                 | Fristående     | 9.400      | N/A     | N/A     | N/A     | 9.400   | 19        | Gick inte vidare | Gick inte vidare |
| Courtney Kupets                                                                                 | Hopp           | N/A        | 9.350   | N/A     | N/A     | 9.350   | 18        | Gick inte vidare | Gick inte vidare |
| Courtney Kupets                                                                                 | Barr           | N/A        | N/A     | 9.637   | N/A     | 9.637   | 5 Q       | 9.637            | 3                |
| Courtney Kupets                                                                                 | Bom            | N/A        | N/A     | N/A     | 9.550   | 9.550   | 8 Q       | 9.375            | 5                |
| Courtney McCool                                                                                 | Mångkamp, ind. | 9.250      | 9.350   | 9.575   | 9.112   | 37.287  | 13        | Gick inte vidare | Gick inte vidare |
| Courtney McCool                                                                                 | Fristående     | 9.250      | N/A     | N/A     | N/A     | 9.250   | 33        | Gick inte vidare | Gick inte vidare |
| Courtney McCool                                                                                 | Hopp           | N/A        | 9.350   | N/A     | N/A     | 9.350   | 18        | Gick inte vidare | Gick inte vidare |
| Courtney McCool                                                                                 | Barr           | N/A        | N/A     | 9.575   | N/A     | 9.575   | 11        | Gick inte vidare | Gick inte vidare |
| Courtney McCool                                                                                 | Bom            | N/A        | N/A     | N/A     | 9.112   | 9.112   | 29        | Gick inte vidare | Gick inte vidare |
| Carly Patterson                                                                                 | Mångkamp, ind. | 9.500      | 9.512   | 9.600   | 9.725   | 38.337  | 1 Q       | 38.387           | 1                |
| Carly Patterson                                                                                 | Fristående     | 9.500      | N/A     | N/A     | N/A     | 9.500   | 10        | Gick inte vidare | Gick inte vidare |
| Carly Patterson                                                                                 | Hopp           | N/A        | 9.512   | N/A     | N/A     | 9.512   | =3        | Gick inte vidare | Gick inte vidare |
| Carly Patterson                                                                                 | Barr           | N/A        | N/A     | 9.600   | N/A     | 9.600   | 8         | Gick inte vidare | Gick inte vidare |
| Carly Patterson                                                                                 | Bom            | N/A        | N/A     | N/A     | 9.725   | 9.725   | 2 Q       | 9.775            | 2                |
| Mohini Bhardwaj, Annia Hatch, Terin Humphrey, Courtney Kupets, Courtney McCool, Carly Patterson | Mångkamp, lag  | 37.675     | 37.599  | 38.437  | 38.137  | 151.848 | 2 Q       | 113.584          | 2                |

Key
- DNS – Startade inte

### Rytmisk
| Idrottare    | Gren         | Kval     | Kval   | Kval   | Kval   | Kval   | Kval      | Final            | Final            | Final            | Final            | Final            | Final            |
| Idrottare    | Gren         | Tunnband | Boll   | Käglor | Band   | Totalt | Placering | Tunnband         | Boll             | Käglor           | Band             | Totalt           | Placering        |
| ------------ | ------------ | -------- | ------ | ------ | ------ | ------ | --------- | ---------------- | ---------------- | ---------------- | ---------------- | ---------------- | ---------------- |
| Mary Sanders | Individuellt | 21.250   | 23.250 | 23.400 | 23.100 | 90.000 | 15        | Gick inte vidare | Gick inte vidare | Gick inte vidare | Gick inte vidare | Gick inte vidare | Gick inte vidare |

### Trampolin
| Idrottare        | Gren  | Kval  | Kval      | Final            | Final            |
| Idrottare        | Gren  | Poäng | Placering | Poäng            | Placering        |
| ---------------- | ----- | ----- | --------- | ---------------- | ---------------- |
| Jennifer Parilla | Damer | 52.70 | 14        | Gick inte vidare | Gick inte vidare |

## Judo
Herrar
| Idrottare              | Gren                     | Sextondelsfinal                                                       | Åttondelsfinal                  | Kvartsfinal          | Semifinal            | Återkval             | Final                                                                       | Final                           |
| Idrottare              | Gren                     | Motståndare Resultat                                                  | Motståndare Resultat            | Motståndare Resultat | Motståndare Resultat | Motståndare Resultat | Motståndare Resultat                                                        | Placering                       |
| ---------------------- | ------------------------ | --------------------------------------------------------------------- | ------------------------------- | -------------------- | -------------------- | -------------------- | --------------------------------------------------------------------------- | ------------------------------- |
| Taraje Williams-Murray | Extra lättvikt (-60 kg)  | Yekutiel (ISR) W 1010–0000                                            | Tsagaanbaatar (MGL) L 0000–1000 | Gick inte vidare     | Gick inte vidare     | Gick inte vidare     | Shah (IND) L 0000–1100                                                      | Gick inte vidare                |
| Alex Ottiano           | Halv lättvikt (-66 kg)   | Dzhafarov (RUS) L 0001–0013                                           | Gick inte vidare                | Gick inte vidare     | Gick inte vidare     | Gick inte vidare     | Gick inte vidare                                                            | Gick inte vidare                |
| Jimmy Pedro            | Lättvikt (-73 kg)        | Preliminary match Sadykov (KAZ) W 1001–0000 Lucenti (ARG) W 1012–0000 | Lee (KOR) L 0010–1100           | Gick inte vidare     | Gick inte vidare     | Gick inte vidare     | Laryukov (BLR) W 0001–0000 Bilodid (UKR) W 0100–0001 Neto (POR) W 1010–0000 | Fernandes (FRA) · W 1110–0001 · |
| Rick Hawn              | Halv mellanvikt (-81 kg) | Ibragimov (KGZ) W 0010–0001                                           | Krawczyk (POL) L 0000–1000      | Gick inte vidare     | Gick inte vidare     | Gick inte vidare     | Ben Saleh (LBA) W 1001–0000 Azizov (AZE) L 0000–1000                        | Gick inte vidare                |
| Brian Olson            | Mellanvikt (-90 kg)      | Lama (CHI) W 0120–0001                                                | Demontfaucon (FRA) L 0000–1000  | Gick inte vidare     | Gick inte vidare     | Gick inte vidare     | Gick inte vidare                                                            | Gick inte vidare                |
| Rhadi Ferguson         | Halv tungvikt (-100 kg)  | Hasaba (SYR) W 1110–0001                                              | Jang (KOR) L 0010–0011          | Gick inte vidare     | Gick inte vidare     | Gick inte vidare     | Moussima (CMR) L 0001–0011                                                  | Gick inte vidare                |
| Martin Boonzaayer      | Tungvikt (+100 kg)       | Al-Ali (KUW) W 1010–0000                                              | Pepic (AUS) L 0000–1010         | Gick inte vidare     | Gick inte vidare     | Gick inte vidare     | Gick inte vidare                                                            | Gick inte vidare                |

Damer
| Idrottare      | Gren                     | Sextondelsfinal              | Åttondelsfinal                | Kvartsfinal          | Semifinal            | Återkval             | Final                                          | Final            |
| Idrottare      | Gren                     | Motståndare Resultat         | Motståndare Resultat          | Motståndare Resultat | Motståndare Resultat | Motståndare Resultat | Motståndare Resultat                           | Placering        |
| -------------- | ------------------------ | ---------------------------- | ----------------------------- | -------------------- | -------------------- | -------------------- | ---------------------------------------------- | ---------------- |
| Charlee Minkin | Halv lättvikt (-52 kg)   | Imbriani (GER) L 0000–0001   | Gick inte vidare              | Gick inte vidare     | Gick inte vidare     | Gick inte vidare     | Gick inte vidare                               | Gick inte vidare |
| Ellen Wilson   | Lättvikt (-57 kg)        | Bye                          | Gravenstijn (NED) L 0001–1011 | Gick inte vidare     | Gick inte vidare     | Gick inte vidare     | Cavazzuti (ITA) L 0001–0011                    | Gick inte vidare |
| Ronda Rousey   | Halv mellanvikt (-63 kg) | Heill (AUT) L 0000–0010      | Gick inte vidare              | Gick inte vidare     | Gick inte vidare     | Gick inte vidare     | Clark (GBR) W 1000–0001 Hong (PRK) L 0001–0010 | Gick inte vidare |
| Celita Schutz  | Mellanvikt (-70 kg)      | Ueno (JPN) L 0001–1000       | Gick inte vidare              | Gick inte vidare     | Gick inte vidare     | Gick inte vidare     | Sraka (SLO) L 0000–0010                        | Gick inte vidare |
| Nicole Kubes   | Halv tungvikt (-78 kg)   | Massyagina (KAZ) W 1000–0000 | Lebrun (FRA) L 0000–1011      | Gick inte vidare     | Gick inte vidare     | Gick inte vidare     | Bye Silva (BRA) L 0001–0200                    | Gick inte vidare |

## Kanotsport
Slalom
| Kanotist                | Gren                 | Inledande åk | Inledande åk | Inledande åk | Inledande åk | Semifinal        | Semifinal        | Final            | Final            |
| Kanotist                | Gren                 | Åk 1         | Åk 2         | Totalt       | Placering    | Tid              | Placering        | Tid              | Placering        |
| ----------------------- | -------------------- | ------------ | ------------ | ------------ | ------------ | ---------------- | ---------------- | ---------------- | ---------------- |
| Chris Ennis, Jr.        | Herrarnas C-1 slalom | 156.94       | 133.79       | 290.73       | 16           | Gick inte vidare | Gick inte vidare | Gick inte vidare | Gick inte vidare |
| Rebecca Giddens         | Damernas K-1 slalom  | 108.36       | 116.58       | 224.94       | 5 Q          | 107.56           | 5 Q              | 214.62           | 2                |
| Brett Heyl              | Herrarnas K-1 slalom | 95.68        | 96.61        | 192.29       | 5 Q          | 100.28           | 15               | Gick inte vidare | Gick inte vidare |
| Scott Parsons           | Herrarnas K-1 slalom | 98.15        | 100.06       | 198.21       | 14 Q         | 96.82            | 9 Q              | 195.76           | 6                |
| Joe Jacobi, Matt Taylor | Herrarnas C-2 slalom | 116.01       | 107.42       | 223.43       | 6 Q          | 111.14           | 7                | Gick inte vidare | Gick inte vidare |

Sprint
| Kanotist                                                      | Gren                 | Heat     | Heat      | Semifinal | Semifinal | Final            | Final            |
| Kanotist                                                      | Gren                 | Tid      | Placering | Tid       | Placering | Tid              | Placering        |
| ------------------------------------------------------------- | -------------------- | -------- | --------- | --------- | --------- | ---------------- | ---------------- |
| Carrie Johnson                                                | Damernas K-1 500 m   | 1:57.708 | 5 Q       | 1:56.712  | 4         | Gick inte vidare | Gick inte vidare |
| Kathryn Colin, Lauren Spalding                                | Damernas K-2 500 m   | 1:45.158 | 6 Q       | 1:46.786  | 7         | Gick inte vidare | Gick inte vidare |
| Kathryn Colin, Carrie Johnson, Marie Mijalis, Lauren Spalding | Damernas K-4 500 m   | 1:36.994 | 5 Q       | 1:35.869  | 4         | Gick inte vidare | Gick inte vidare |
| Benjamin Lewis                                                | Herrarnas K-1 1000 m | 3:43.052 | 7 Q       | 3:47.426  | 9         | Gick inte vidare | Gick inte vidare |
| Rami Zur                                                      | Herrarnas K-1 500 m  | 1:40.349 | 2 Q       | 1:40.727  | 4         | Gick inte vidare | Gick inte vidare |
| Andrew Bussey, Jeffrey Smoke                                  | Herrarnas K-2 1000 m | 3:17.268 | 7 Q       | 3:16.341  | 7         | Gick inte vidare | Gick inte vidare |
| Nathan Johnson, Jordan Malloch                                | Herrarnas C-2 500 m  | 1:48.172 | 7 Q       | 1:46.424  | 8         | Gick inte vidare | Gick inte vidare |
| Nathan Johnson, Jordan Malloch                                | Herrarnas C-2 1000 m | 3:50.735 | 7 Q       | 3:46.036  | 8         | Gick inte vidare | Gick inte vidare |
| Bartosz Wolski, Rami Zur                                      | Herrarnas K-2 500 m  | 1:31.893 | 4 Q       | 1:33.482  | 6         | Gick inte vidare | Gick inte vidare |

## Konstsim
| Alison Bartosik, Anna Kozlova                                                                                             | Damernas duett      | 48.334 | 3 | 48.417 | 3   | 96.751 | 3   | 48.584 | 3 | 96.918 | 3 |
| Alison Bartosik, Tamara Crow, Rebecca Jasontek, Anna Kozlova, Sara Lowe, Lauren McFall, Stephanie Nesbitt, Kendra Zanotto | Damernas lagtävling | 48.584 | 3 | N/A    | N/A | N/A    | N/A | 48.834 | 3 | 97.418 | 3 |

## Modern femkamp
| Gren              | Idrottare              | Skytte | Skytte | Fäktning | Fäktning | Simning | Simning | Ridning | Ridning | Löpning  | Löpning | Totalpoäng | Placering |
| Gren              | Idrottare              | Score  | Points | W/L      | Points   | Time    | Points  | Time    | Points  | Time     | Points  | Totalpoäng | Placering |
| ----------------- | ---------------------- | ------ | ------ | -------- | -------- | ------- | ------- | ------- | ------- | -------- | ------- | ---------- | --------- |
| Herrarnas tävling | Vakhtang Iagorashvili  | 171    | 988    | W19 L12  | 916      | 2:09,11 | 1252    | 71.38   | 1172    | 10:13,95 | 948     | 5276       | 9         |
| Herrarnas tävling | Chad Senior            | 175    | 1036   | W12 L19  | 720      | 2:02,39 | 1332    | 73.88   | 1004    | 09:35,76 | 1100    | 5192       | 13        |
| Damernas tävling  | Anita Allen            | 168    | 952    | W12 L19  | 720      | 2:31,16 | 1108    | 76.85   | 1172    | 11:09,00 | 1044    | 4996       | 18        |
| Damernas tävling  | Mary Beth Iagorashvili | 152    | 760    | W16 L15  | 832      | 2:19,30 | 1252    | 74.94   | 1144    | 11:04,37 | 1064    | 5052       | 15        |

## Ridsport

### Dressyr
| Idrottare                                               | Häst       | Gren                 | Grand Prix | Grand Prix | Grand Prix Special | Grand Prix Special | Grand Prix Fristil | Grand Prix Fristil | Totalt           | Totalt           |
| Idrottare                                               | Häst       | Gren                 | Poäng      | Placering  | Poäng              | Placering          | Poäng              | Placering          | Poäng            | Placering        |
| ------------------------------------------------------- | ---------- | -------------------- | ---------- | ---------- | ------------------ | ------------------ | ------------------ | ------------------ | ---------------- | ---------------- |
| Robert Dover                                            | Kennedy    | Individuell dressyr  | 71,625     | 9 Q        | 74,040             | 6 Q                | 78,475             | 7                  | 74,713           | 6                |
| Debbie McDonald                                         | Brentina   | Individuell dressyr  | 73,375     | 5 Q        | 74,760             | 4 Q                | 78,825             | 6                  | 75,653           | 4                |
| Guenter Seidel                                          | Aragon     | Individuell dressyr  | 69,500     | 16 Q       | 71,040             | 13 Q               | 73,800             | 13                 | 71,447           | 14               |
| Lisa Wilcox                                             | Relevant 5 | Individuell dressyr  | 68,792     | 18         | Gick inte vidare   | Gick inte vidare   | Gick inte vidare   | Gick inte vidare   | Gick inte vidare | Gick inte vidare |
| Robert Dover Debbie McDonald Guenter Seidel Lisa Wilcox | Se ovan    | Lagtävling i dressyr | i.u.       | i.u.       | i.u.               | i.u.               | i.u.               | i.u.               | 71,500           | 3                |

### Fälttävlan
| Ryttare                                                                   | Häst            | Gren                    | Dressyr | Dressyr   | Terräng | Terräng | Terräng   | Hoppning | Hoppning | Hoppning  | Hoppning         | Hoppning         | Hoppning         | Totalt  | Totalt    |
| Ryttare                                                                   | Häst            | Gren                    | Dressyr | Dressyr   | Terräng | Terräng | Terräng   | Kval     | Kval     | Kval      | Final            | Final            | Final            | Totalt  | Totalt    |
| Ryttare                                                                   | Häst            | Gren                    | Straff  | Placering | Straff  | Totalt  | Placering | Straff   | Totalt   | Placering | Straff           | Totalt           | Placering        | Straff  | Placering |
| ------------------------------------------------------------------------- | --------------- | ----------------------- | ------- | --------- | ------- | ------- | --------- | -------- | -------- | --------- | ---------------- | ---------------- | ---------------- | ------- | --------- |
| Darren Chiacchia                                                          | Windfall II     | Individuell fälttävlan  | 44,60   | 15        | 0,00    | 44,60   | 12        | 8,00 #   | =52,60   | 12 Q      | 8,00             | 60,60            | 12               | 60,60   | 12        |
| Julie Richards                                                            | Jacob Two Two   | Individuell fälttävlan  | 65,40 # | 57        | 1,60 #  | 67,00 # | 36        | 0,00     | 67,00 #  | =23       | Gick inte vidare | Gick inte vidare | Gick inte vidare | 67,00 # | =23       |
| Kimberly Severson                                                         | Winsome Andante | Individuell fälttävlan  | 36,20   | 5         | 0,00    | 36,20   | 3         | 5,00     | 41,20    | 2 Q       | 4,00             | 45,20            | 2                | 45,20   | 2         |
| Amy Tryon                                                                 | Poggio II       | Individuell fälttävlan  | 50,60 # | 30        | 1,20 #  | 51,80 # | 22        | 0,00     | 51,80    | 11 Q      | 0,00             | 51,80            | 6                | 51,80   | 6         |
| John Williams                                                             | Carrick         | Individuell fälttävlan  | 47,60   | 24        | 1,20    | 48,80   | =19       | 12,00 #  | 60,80 #  | 21        | Gick inte vidare | Gick inte vidare | Gick inte vidare | 60,80 # | 21        |
| Darren Chiacchia Julie Richards Kimberly Severson Amy Tryon John Williams | Se ovan         | Lagtävling i fälttävlan | 128,40  | 4         | 1,20    | 129,60  | =3        | 5,00     | 145,60   | 3         | i.u.             | i.u.             | i.u.             | 145,60  | 3         |

### Hoppning
| Ryttare                                             | Häst          | Gren                  | Kval     | Kval      | Kval     | Kval     | Kval      | Kval     | Kval     | Kval      | Final            | Final            | Final            | Final            | Final            | Totalt           | Totalt           |
| Ryttare                                             | Häst          | Gren                  | Omgång 1 | Omgång 1  | Omgång 2 | Omgång 2 | Omgång 2  | Omgång 3 | Omgång 3 | Omgång 3  | Omgång A         | Omgång A         | Omgång B         | Omgång B         | Omgång B         | Totalt           | Totalt           |
| Ryttare                                             | Häst          | Gren                  | Straff   | Placering | Straff   | Totalt   | Placering | Straff   | Totalt   | Placering | Straff           | Placering        | Straff           | Totalt           | Placering        | Straff           | Placering        |
| --------------------------------------------------- | ------------- | --------------------- | -------- | --------- | -------- | -------- | --------- | -------- | -------- | --------- | ---------------- | ---------------- | ---------------- | ---------------- | ---------------- | ---------------- | ---------------- |
| Chris Kappler                                       | Royal Kaliber | Individuell hoppning  | 4        | =19       | 0        | 4        | =5 Q      | 4        | 8        | =5 Q      | 4                | =4 Q             | 4                | 8                | =2               | 8                | 2                |
| Beezie Madden                                       | Authentic     | Individuell hoppning  | 0        | =1        | 0        | 0        | 1 Q       | 0        | 0        | 1 Q       | 12               | =30              | Gick inte vidare | Gick inte vidare | Gick inte vidare | Gick inte vidare | Gick inte vidare |
| McLain Ward                                         | Sapphire      | Individuell hoppning  | 1        | =11       | 8        | 9        | =23 Q     | 8        | 17       | =21 Q     | 8                | =12 Q            | Retired          | Retired          | Retired          | Retired          | Retired          |
| Peter Wylde                                         | Fein Cera     | Individuell hoppning  | 0        | =1        | 12       | 12       | =28 Q     | 12       | 24       | =37       | Gick inte vidare | Gick inte vidare | Gick inte vidare | Gick inte vidare | Gick inte vidare | Gick inte vidare | Gick inte vidare |
| Chris Kappler Beezie Madden McLain Ward Peter Wylde | Se ovan       | Lagtävling i hoppning | i.u.     | i.u.      | i.u.     | i.u.     | i.u.      | i.u.     | i.u.     | i.u.      | 8                | =1 Q             | 20               | 28               | =2               | 28               | 1                |

## Rodd
Herrar
| Idrottare | Gren                        | Heat       | Heat      | Återkval | Återkval  | Semifinal | Semifinal | Final   | Final     | Final |
| Idrottare | Gren                        | Tid        | Placering | Tid      | Placering | Tid       | Placering | Tid     | Placering |       |
| --- | --------------------------- | ---------- | --------- | -------- | --------- | --------- | --------- | ------- | --------- | ----- |
| Artour Samsonov Luke Walton | Tvåa utan styrman           | 7:11,81    | 3 SA/B    | BYE      | BYE       | 6:32,51   | 4 FB      | 6:30,49 | 11        |       |
| Aquil Abdullah Henry Nuzum | Dubbelsculler               | 6:52,34    | 3 SA/B    | BYE      | BYE       | 6:14,69   | 3 FA      | 6:36,86 | 6         |       |
| Greg Ruckman Steve Tucker | Lättvikts-dubbelsculler     | 6:20,00    | 2 R       | 6:19,35  | 2 SA/B    | 6:21,46   | 4 FB      | 6:45,20 | 7         |       |
| Garrett Klugh Wolfgang Moser Jamie Schroeder Michael Wherley                                                                    | Fyra utan styrman           | 6:30,01    | 4 R       | 5:58,13  | 2 SA/B    | 5:56,78   | 6 FB      | 5:52,55 | 10        |       |
| Sloan Duross Ben Holbrook Kent Smack Brett Wilkinson                                                                            | Scullerfyra                 | 5:50,61    | 4 R       | 5:46,54  | 1 SA/B    | 5:46,65   | 5 FB      | 6:07,83 | 11        |       |
| Matt Smith Paul Teti Pat Todd Steve Warner                                                                                      | Lättvikts-fyra utan styrman | 5:54,68    | 3 SA/B    | BYE      | BYE       | 6:01,84   | 6 FB      | 6:22,24 | 9         |       |
| Chris Ahrens Wyatt Allen Dan Beery Peter Cipollone (styrman) Matt Deakin Joseph Hansen Beau Hoopman Jason Read Bryan Volpenhein | Åtta med styrman            | 5:19,85 VR | 1 FA      | BYE      | BYE       | i.u.      | i.u.      | 5:42,48 | 1         |       |

Damer
| Idrottare | Gren                    | Heat       | Heat      | Återkval | Återkval  | Semifinal | Semifinal | Final   | Final     | Final |
| Idrottare | Gren                    | Tid        | Placering | Tid      | Placering | Tid       | Placering | Tid     | Placering |       |
| --- | ----------------------- | ---------- | --------- | -------- | --------- | --------- | --------- | ------- | --------- | ----- |
| Jennifer Devine | Singelsculler           | 7:55,15    | 2 R       | 7:35,91  | 2 SA/B/C  | 7:53,65   | 4 FB      | 7:33,69 | 9         |       |
| Sarah Jones Kate Mackenzie | Tvåa utan styrman       | 7:53,78    | 5 R       | 7:15,95  | 4 FB      | i.u.      | i.u.      | 7:13,71 | 9         |       |
| Stacey Borgman Lisa Schlenker | Lättvikts-dubbelsculler | 7:04,01    | 4 R       | 6:54,12  | 2 SA/B    | 6:54,16   | 4 FB      | 7:23,40 | 7         |       |
| Hilary Gehman Michelle Guerette Danika Holbrook Kelly Salchow                                                                         | Scullerfyra             | 6:18,63    | 2 R       | 6:25,39  | 4 FA      | i.u.      | i.u.      | 6:39,67 | 5         |       |
| Alison Cox Caryn Davies Megan Dirkmaat Kate Johnson Laurel Korholz Samantha Magee Anna Mickelson Lianne Nelson Mary Whipple (styrman) | Åtta med styrman        | 5:56,55 VR | 1 FA      | BYE      | BYE       | i.u.      | i.u.      | 6:19,56 | 2         |       |

## Segling
Herrar
| Seglare                     | Gren      | Lopp | Lopp | Lopp | Lopp | Lopp | Lopp | Lopp | Lopp | Lopp | Lopp | Lopp | Summerad poäng | Finalplacering |
| Seglare                     | Gren      | 1    | 2    | 3    | 4    | 5    | 6    | 7    | 8    | 9    | 10   | M*   | Summerad poäng | Finalplacering |
| --------------------------- | --------- | ---- | ---- | ---- | ---- | ---- | ---- | ---- | ---- | ---- | ---- | ---- | -------------- | -------------- |
| Peter Wells                 | Mistral   | 22   | 20   | 23   | 16   | 22   | 29   | 27   | 24   | 30   | 28   | 31   | 241            | 28             |
| Kevin Hall                  | Finnjolle | 11   | 6    | 13   | 17   | 16   | 14   | 13   | 9    | 9    | 17   | 7    | 115            | 11             |
| Kevin Burnham Paul Foerster | 470       | 1    | 8    | 2    | 15   | 9    | 4    | 3    | 7    | 18   | 4    | 22   | 71             | 1              |
| Paul Cayard Phil Trinter    | Starbåt   | 1    | 6    | 15   | 10   | 3    | 6    | 1    | 15   | 6    | 8    | 16   | 71             | 5              |

M = Medaljlopp; EL = Eliminerad – gick inte vidare till medaljloppet;
Damer
| Seglare                                 | Gren        | Lopp | Lopp | Lopp | Lopp | Lopp | Lopp | Lopp | Lopp | Lopp | Lopp | Lopp | Summerad poäng | Finalplacering |
| Seglare                                 | Gren        | 1    | 2    | 3    | 4    | 5    | 6    | 7    | 8    | 9    | 10   | M*   | Summerad poäng | Finalplacering |
| --------------------------------------- | ----------- | ---- | ---- | ---- | ---- | ---- | ---- | ---- | ---- | ---- | ---- | ---- | -------------- | -------------- |
| Lanee Beashel                           | Mistral     | 13   | 16   | 9    | 18   | 17   | 13   | 6    | 14   | 19   | 15   | 5    | 126            | 16             |
| Meg Galliard                            | Europajolle | 9    | 11   | 13   | 9    | 3    | 13   | 11   | 16   | 9    | 19   | 19   | 113            | 14             |
| Isabelle Kinsolving Katie McDowell      | 470         | 12   | 16   | 3    | 12   | 9    | 2    | 18   | 17   | 8    | 1    | 4    | 84             | 5              |
| Carol Cronin Liz Filter Nancy Haberland | Yngling     | 2    | 10   | 16   | 9    | 15   | 10   | 1    | 15   | 7    | 1    | OCS  | 86             | 10             |

M = Medaljlopp; EL = Eliminerad – gick inte vidare till medaljloppet;
Öppen
| Seglare                      | Gren    | Lopp | Lopp | Lopp | Lopp | Lopp | Lopp | Lopp | Lopp | Lopp | Lopp | Lopp | Lopp | Lopp | Lopp | Lopp | Lopp | Summerad poäng | Finalplacering |
| Seglare                      | Gren    | 1    | 2    | 3    | 4    | 5    | 6    | 7    | 8    | 9    | 10   | 11   | 12   | 13   | 14   | 15   | M*   | Summerad poäng | Finalplacering |
| ---------------------------- | ------- | ---- | ---- | ---- | ---- | ---- | ---- | ---- | ---- | ---- | ---- | ---- | ---- | ---- | ---- | ---- | ---- | -------------- | -------------- |
| Mark Mendelblatt             | Laser   | 2    | 14   | 20   | 6    | 6    | 10   | 29   | 22   | 16   | 6    | i.u. | i.u. | i.u. | i.u. | i.u. | 9    | 115            | 8              |
| Pete Spaulding Tim Wadlow    | 49er    | 7    | 8    | 5    | OCS  | 9    | 9    | 8    | 3    | 1    | 13   | 7    | 3    | 10   | 11   | 1    | 10   | 92             | 5              |
| John Lovell Charlie Ogletree | Tornado | 2    | 2    | 1    | 6    | 9    | 9    | 6    | 7    | 1    | 2    | i.u. | i.u. | i.u. | i.u. | i.u. | 10   | 45             | 2              |

M = Medaljlopp; EL = Eliminerad – gick inte vidare till medaljloppet;

## Simhopp
Herrar
| Idrottare                 | Gren             | Kval   | Kval      | Semifinal        | Semifinal        | Final            | Final            |
| Idrottare                 | Gren             | Poäng  | Placering | Poäng            | Placering        | Poäng            | Placering        |
| ------------------------- | ---------------- | ------ | --------- | ---------------- | ---------------- | ---------------- | ---------------- |
| Troy Dumais               | 3 m              | 452,76 | 5 Q       | 692,67           | 6 Q              | 701,46           | 6                |
| Justin Wilcock            | 3 m              | 225,87 | 32        | Gick inte vidare | Gick inte vidare | Gick inte vidare | Gick inte vidare |
| Caesar Garcia             | 10 m             | 388,77 | 23        | Gick inte vidare | Gick inte vidare | Gick inte vidare | Gick inte vidare |
| Kyle Prandi               | 10 m             | 346,53 | 29        | Gick inte vidare | Gick inte vidare | Gick inte vidare | Gick inte vidare |
| Justin Dumais Troy Dumais | 3 m parhoppning  | i.u.   | i.u.      | i.u.             | i.u.             | 327,06           | 6                |
| Kyle Prandi Mark Ruiz     | 10 m parhoppning | i.u.   | i.u.      | i.u.             | i.u.             | 325,44           | 8                |

Damer
| Idrottare                           | Gren             | Kval   | Kval      | Semifinal        | Semifinal        | Final            | Final            |
| Idrottare                           | Gren             | Poäng  | Placering | Poäng            | Placering        | Poäng            | Placering        |
| ----------------------------------- | ---------------- | ------ | --------- | ---------------- | ---------------- | ---------------- | ---------------- |
| Rachelle Kunkel                     | 3 m              | 294,75 | 12 Q      | 504,51           | 12 Q             | 546,72           | 9                |
| Kimiko Soldati                      | 3 m              | 252,36 | 21        | Gick inte vidare | Gick inte vidare | Gick inte vidare | Gick inte vidare |
| Sara Hildebrand                     | 10 m             | 308,49 | 14 Q      | 489,18           | 11 Q             | 484,77           | 10               |
| Laura Wilkinson                     | 10 m             | 314,19 | 13 Q      | 508,71           | 10 Q             | 549,72           | 5                |
| Cassandra Cardinell Sara Hildebrand | 10 m parhoppning | i.u.   | i.u.      | i.u.             | i.u.             | 302,22           | 7                |

## Softboll
| Lag              | Spelade | Vinster | Förloster | RF | RA | Pct   |
| ---------------- | ------- | ------- | --------- | -- | -- | ----- |
| USA              | 7       | 7       | 0         | 41 | 0  | 1,000 |
| Australien       | 7       | 6       | 1         | 22 | 14 | 0,857 |
| Japan            | 7       | 4       | 3         | 17 | 8  | 0,571 |
| Kina             | 7       | 3       | 4         | 15 | 20 | 0,429 |
| Kanada           | 7       | 3       | 4         | 6  | 14 | 0,429 |
| Kinesiska Taipei | 7       | 2       | 5         | 3  | 13 | 0,286 |
| Grekland         | 7       | 2       | 5         | 6  | 24 | 0,286 |
| Italien          | 7       | 1       | 6         | 8  | 24 | 0,143 |

## Taekwondo
| Idrottare    | Gren             | Åttondelsfinaler       | Kvartsfinaler        | Semifinaer                      | Återkval             | Bronsmatch           | Final                 | Final     |
| Idrottare    | Gren             | Motståndare Resultat   | Motståndare Resultat | Motståndare Resultat            | Motståndare Resultat | Motståndare Resultat | Motståndare Resultat  | Placering |
| ------------ | ---------------- | ---------------------- | -------------------- | ------------------------------- | -------------------- | -------------------- | --------------------- | --------- |
| Steven López | Herrarnas −80 kg | Rasheed (IRQ) W 12–0   | Estrada (MEX) W 4–2  | Karami (IRI) W 7–6              | Bye                  | Bye                  | Tanrıkulu (TUR) W 3–0 | 1         |
| Nia Abdallah | Damernas −57 kg  | Mkrttjjan (RUS) W 16–9 | Corsi (ITA) W 3–2    | Sukkhongdumnoen (THA) W 7–7 SUP | Bye                  | Bye                  | Jang J-W (KOR) L 1–2  | 2         |

## Tennis
Herrar
| Spelare                 | Gren       | Omgång 1                           | Omgång 2                              | Åttondelsfinaler                    | Kvartsfinaler                     | Semifinaler                    | Final / BM                            | Final / BM       |
| Spelare                 | Gren       | Motståndare Poäng                  | Motståndare Poäng                     | Motståndare Poäng                   | Motståndare Poäng                 | Motståndare Poäng              | Motståndare Poäng                     | Placering        |
| ----------------------- | ---------- | ---------------------------------- | ------------------------------------- | ----------------------------------- | --------------------------------- | ------------------------------ | ------------------------------------- | ---------------- |
| Taylor Dent             | Herrsingel | Niemeyer (CAN) W 6–2, 3–6, 6–4     | Hrbatý (SVK) W 7–6(7–4), 6–3          | Ljubičić (CRO) W 6–4, 6–4           | Berdych (CZE) W 6–4, 6–1          | Massú (CHI) L 6–7(5–7), 1–6    | González (CHI) L 4–6, 6–2, 14–16      | 4                |
| Mardy Fish              | Herrsingel | Björkman (SWE) W 7–6(9–7), 1–0 RET | Ferrero (ESP) W 4–6, 7–6(7–5), 6–4    | Mirnji (BLR) W 6–4, 4–6, 6–1        | Youzhny (RUS) W 6–3, 6–4          | González (CHI) W 3–6, 6–3, 6–4 | Massú (CHI) L 3–6, 6–3, 6–2, 3–6, 4–6 | 2                |
| Andy Roddick            | Herrsingel | Saretta (BRA) W 6–3, 7–6(7–4)      | Haas (GER) W 4–6, 6–3, 9–7            | González (CHI) L 4–6, 4–6           | Gick inte vidare                  | Gick inte vidare               | Gick inte vidare                      | Gick inte vidare |
| Vince Spadea            | Herrsingel | Melzer (AUT) W 6–0, 6–1            | Massú (CHI) L 6–7(3–7), 2–6           | Gick inte vidare                    | Gick inte vidare                  | Gick inte vidare               | Gick inte vidare                      | Gick inte vidare |
| Bob Bryan Mike Bryan    | Herrdubbel | i.u.                               | Safin / Jouzjnj (RUS) W 6–1, 6–2      | Mirnji / Volttjkov (BLR) W 6–3, 6–3 | González / Massú (CHI) L 5–7, 4–6 | Gick inte vidare               | Gick inte vidare                      | Gick inte vidare |
| Mardy Fish Andy Roddick | Herrdubbel | i.u.                               | Bhupathi / Paes (IND) L 6–7(5–7), 3–6 | Gick inte vidare                    | Gick inte vidare                  | Gick inte vidare               | Gick inte vidare                      | Gick inte vidare |

Damer
| Spelare                          | Gren      | Omgång 1                           | Omgång 2                                  | Åttondelsfinaler              | Kvartsfinaler                           | Semifinaler       | Final / BM        | Final / BM       |
| Spelare                          | Gren      | Motståndare Poäng                  | Motståndare Poäng                         | Motståndare Poäng             | Motståndare Poäng                       | Motståndare Poäng | Motståndare Poäng | Placering        |
| -------------------------------- | --------- | ---------------------------------- | ----------------------------------------- | ----------------------------- | --------------------------------------- | ----------------- | ----------------- | ---------------- |
| Lisa Raymond                     | Damsingel | Kurhajcová (CZE) W 6–4, 4–6, 6–3   | Elia (ITA) W 6–1, 6–2                     | Molik (AUS) L 4–6, 4–6        | Gick inte vidare                        | Gick inte vidare  | Gick inte vidare  | Gick inte vidare |
| Chanda Rubin                     | Damsingel | Stosur (AUS) W 6–2, 6–7(8–10), 6–0 | Black (ZIM) W 6–4, 3–6, 6–3               | Mauresmo (FRA) L 3–6, 1–6     | Gick inte vidare                        | Gick inte vidare  | Gick inte vidare  | Gick inte vidare |
| Venus Williams                   | Damsingel | Czink (HUN) W 6–1, 6–2             | Matevžič (SLO) W 6–0, 6–0                 | Pierce (FRA) L 4–6, 4–6       | Gick inte vidare                        | Gick inte vidare  | Gick inte vidare  | Gick inte vidare |
| Martina Navratilova Lisa Raymond | Damdubbel | i.u.                               | Bejgelzimer / Perebijnis (UKR) W 6–0, 6–2 | Mauresmo / Pierce (FRA) W RET | Asagoe / Sugiyama (JPN) W 4–6, 6–4, 4–6 | Gick inte vidare  | Gick inte vidare  | Gick inte vidare |
| Chanda Rubin Venus Williams      | Damdubbel | i.u.                               | Li T / Sun Tt (CHN) L 5–7, 6–1, 3–6       | Gick inte vidare              | Gick inte vidare                        | Gick inte vidare  | Gick inte vidare  | Gick inte vidare |

## Triathlon
| Triathlet         | Gren                | Simning (1,5 km) | Trans 1 | Cykling (40 km) | Trans 2 | Löpning (10 km) | Total tid  | Placering |
| ----------------- | ------------------- | ---------------- | ------- | --------------- | ------- | --------------- | ---------- | --------- |
| Hunter Kemper     | Herrarnas triathlon | 18:11            | 0:18    | 1:02:23         | 0:22    | 31:30           | 1:52:46,33 | 9         |
| Victor Plata      | Herrarnas triathlon | 18:16            | 0:18    | 1:05:23         | 0:23    | 32:49           | 1:57:09,09 | 27        |
| Andy Potts        | Herrarnas triathlon | 17:49            | 0:18    | 1:02:47         | 0:22    | 34:20           | 1:55:36,47 | 22        |
| Barbara Lindquist | Damernas triathlon  | 18:39            | 0:21    | 1:08:59         | 0:22    | 38:04           | 2:06:25,49 | 9         |
| Sheila Taormina   | Damernas triathlon  | 18:37            | 0:20    | 1:09:03         | 0:20    | 41:01           | 2:09:21,08 | 23        |
| Susan Williams    | Damernas triathlon  | 19:02            | 0:17    | 1:08:41         | 0:27    | 36:41           | 2:05:08,92 | 3         |